# Ferrocarril de Stockton y Darlington
El Ferrocarril de Stockton y Darlington (FS&D) (nombre original en inglés: Stockton and Darlington Railway) fue una compañía ferroviaria asentada en el noreste de Inglaterra activa desde 1825 hasta 1863, siendo el primer ferrocarril abierto al público del mundo en usar locomotoras de vapor.
Su primera línea conectaba las minas de carbón situadas cerca de Shildon con Stockton-on-Tees y Darlington, y se inauguró oficialmente el 27 de septiembre de 1825, cuando una locomotora de vapor remolcando vagones de carbón (unos llenos de mineral y otros vacíos, ocupados por centenares de viajeros) recorrió las 25 millas (40,2 km) de vía única construidas hasta entonces.
El transbordo del carbón a los barcos se convirtió rápidamente en un negocio lucrativo, y la línea pronto se extendió a un nuevo puerto, el de la ciudad de Middlesbrough. Mientras que los vagones de carbón fueron transportados por locomotoras de vapor desde el principio, los pasajeros inicialmente viajaron en carruajes sobre raíles tirados por caballos, hasta que se introdujeron los carruajes transportados por locomotoras de vapor en 1833.
El FS&D participó en la construcción de la Línea Principal de la Costa Este entre York y Darlington, pero su expansión más importante se dirigió hacia Middlesbrough Docks, al oeste hacia Weardale y al este hacia Redcar.
La línea sufrió graves dificultades financieras a finales de la década de 1840, siendo casi absorbida por el Ferrocarril de York, Newcastle y Berwick, antes del descubrimiento de mineral de hierro en Cleveland. El consiguiente aumento del tráfico y de los ingresos significó que la compañía pudo pagar sus deudas. A principios de la década de 1860 se hizo cargo de los ferrocarriles que habían cruzado los montes Peninos para unirse a la Línea Principal del Oeste en Tebay y Clifton, cerca de Penrith.
El Ferrocarril del Noreste se hizo cargo de la compañía en 1863, transfiriéndose 200 millas (321,9 km) de línea y unas 160 locomotoras, pero continuó operando de manera independiente como la Sección de Darlington hasta 1876. La apertura del FS&D fue vista como una prueba de la efectividad de los ferrocarriles de vapor, y su aniversario se celebró en 1875, 1925 y 1975. Gran parte de la ruta original está integrada ahora en la Línea del Valle del Tees, operada por la compañía Northern.

## Génesis

### Orígenes

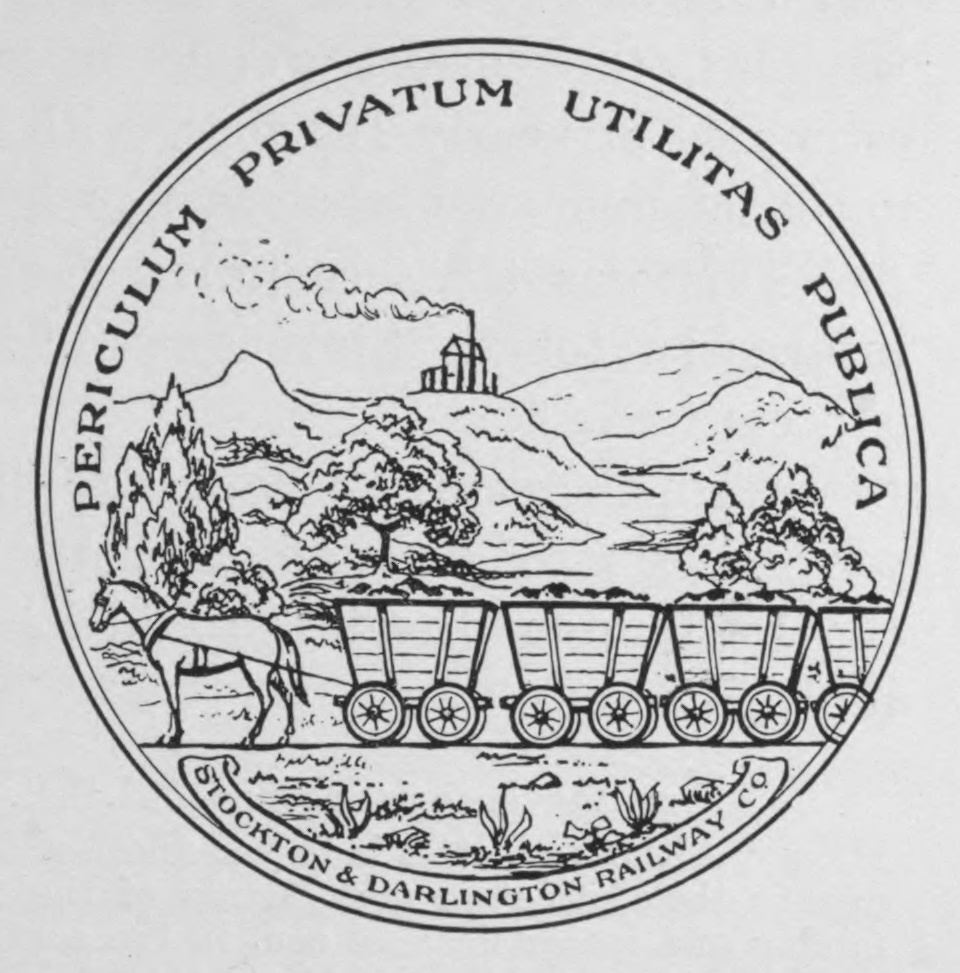
Emblema del Ferrocarril de Stockton & Darlington.

El carbón de las minas del interior, en el sur del Condado de Durham, comenzó siendo transportado a lomo de caballos, utilizándose más adelante carretas tiradas por caballos a medida que se mejoraron las carreteras. George Dixon había propuesto construir un canal en 1767 y nuevamente John Rennie en 1815 presentó una idea similar, pero ninguno de los proyectos contó con el apoyo necesario. Mientras tanto, el puerto de Stockton-on-Tees, desde donde se exportaba el carbón de Durham por vía marítima, había invertido considerablemente durante principios del siglo XIX en la Compañía de Navegación del Tees para mejorar la navegación en el río aguas abajo de la ciudad, y posteriormente buscó formas de aumentar el comercio para recuperar esos costos.
Unos años más tarde se propuso un canal en una ruta que pasaba por alto a Darlington y Yarm, y se celebró una reunión en Yarm para oponerse a esta ruta. Se consultó al ingeniero galés George Overton, quien aconsejó construir un tranvía. Overton realizó un estudio previo y planeó una ruta desde los Etherley y las minas de Witton a Shildon, y que luego pasaba al norte de Darlington para llegar a Stockton. Se hizo saber que el gran ingeniero escocés Robert Stevenson estaba a favor de construir el ferrocarril, y el cuáquero Edward Pease apoyó el proyecto en una reunión pública organizada en Darlington el 13 de noviembre de 1818, prometiendo un retorno de la inversión del cinco por ciento. Aproximadamente dos tercios de las acciones se vendieron localmente, y el resto fue comprado por los cuáqueros de todo el Reino Unido.
Se presentó al Parlamento una iniciativa privada para construir el ferrocarril en marzo de 1819, pero la ruta atravesaba las tierras del Conde de Eldon y uno de los terrenos dedicados a la caza del zorro propiedad del Duque de Darlington. Ambos se opusieron al proyecto, que fue derrotado por 13 votos. Overton examinó una nueva línea que evitaba la heredad de Darlington y se llegó a un acuerdo con Eldon, pero la nueva solicitud se aplazó a principios de 1820, ya que la muerte del rey Jorge III había hecho poco probable que se aprobara un proyecto de ley en ese año parlamentario.
Los promotores presentaron un proyecto de ley el 30 de septiembre de 1820. La ruta había cambiado nuevamente, ya que no se había llegado a un acuerdo con el Vizconde Barrington sobre el paso de la línea por sus tierras. El ferrocarril no tuvo oposición esta vez, pero el proyecto de ley casi estuvo a punto de no entrar en la etapa del comité debido a que no se habían vendido las cuatro quintas partes de las acciones requeridas. Pease suscribió 7000 libras para completar este requisito, y desde ese momento tuvo una influencia considerable sobre el ferrocarril, que pasó a ser conocido como "La línea cuáquera". La Ley, que recibió consentimiento real el 19 de abril de 1821, permitió construir un ferrocarril que podría ser utilizado por cualquier persona con vehículos adecuadamente construidos mediante el pago de un peaje, que estaba cerrado por la noche, y con el que los propietarios de tierras dentro de un radio de 5 millas (8 km) podían construir ramales y hacer cruces, aunque no se mencionaron las locomotoras de vapor.
Esta novedosa infraestructura propició la construcción de más líneas ferroviarias, lo que provocó a su vez desarrollos significativos en la topografía y la cartografía aplicadas al ferrocarril, en la fabricación de hierro y de acero, y en suma, en cualquier industria que requiriese de un transporte más eficiente.

### George Stephenson
Preocupado por la competencia profesional de Overton, Pease le pidió a George Stephenson, un experimentado ingeniero experto en las máquinas de vapor de las minas de Killingworth, que se reuniera con él en Darlington. El 12 de mayo de 1821, los accionistas designaron a Thomas Meynell como presidente y a Jonathan Backhouse como tesorero. La mayoría del comité administrativo, que incluía a Thomas Richardson, Edward Pease y su hijo Joseph Pease, eran cuáqueros. El comité diseñó un sello que mostraba una serie de vagones arrastrados por un caballo, y adoptó el lema latino Periculum privatum utilitas publica ("A riesgo privado para el servicio público").
Para el 23 de julio de 1821, se había decidido que la línea sería un ferrocarril con rieles metálicos, en lugar de una plataforma, y se designó a Stephenson para realizar un nuevo estudio de la línea. El ingeniero escocés recomendó usar rieles de hierro maleable, a pesar de que poseía una parte de la patente para los rieles de hierro fundido alternativos, aunque finalmente se utilizaron ambos tipos. Stephenson fue asistido por su hijo Robert de 18 años durante los trabajos previos, y para finales de 1821 había redactado un informe indicando que se podría construir una línea utilizable dentro de los límites de la Ley, pero que existía otra ruta 3 millas (5 km) más corta que permitiría evitar desmontes profundos y túneles. El ingeniero Overton se mantuvo disponible, pero no tuvo más participación, y los accionistas eligieron como proyectista a Stephenson el 22 de enero de 1822, con un salario de 660 libras por año. El 23 de mayo de 1822, una ceremonia en Stockton celebró la colocación del primer segmento de vía en St John's Well. El ancho de vía adoptado era de 4 pies 8 pulgadas (1422 mm) el mismo ancho de vía utilizado por Stephenson en su Ferrocarril de Killingworth.

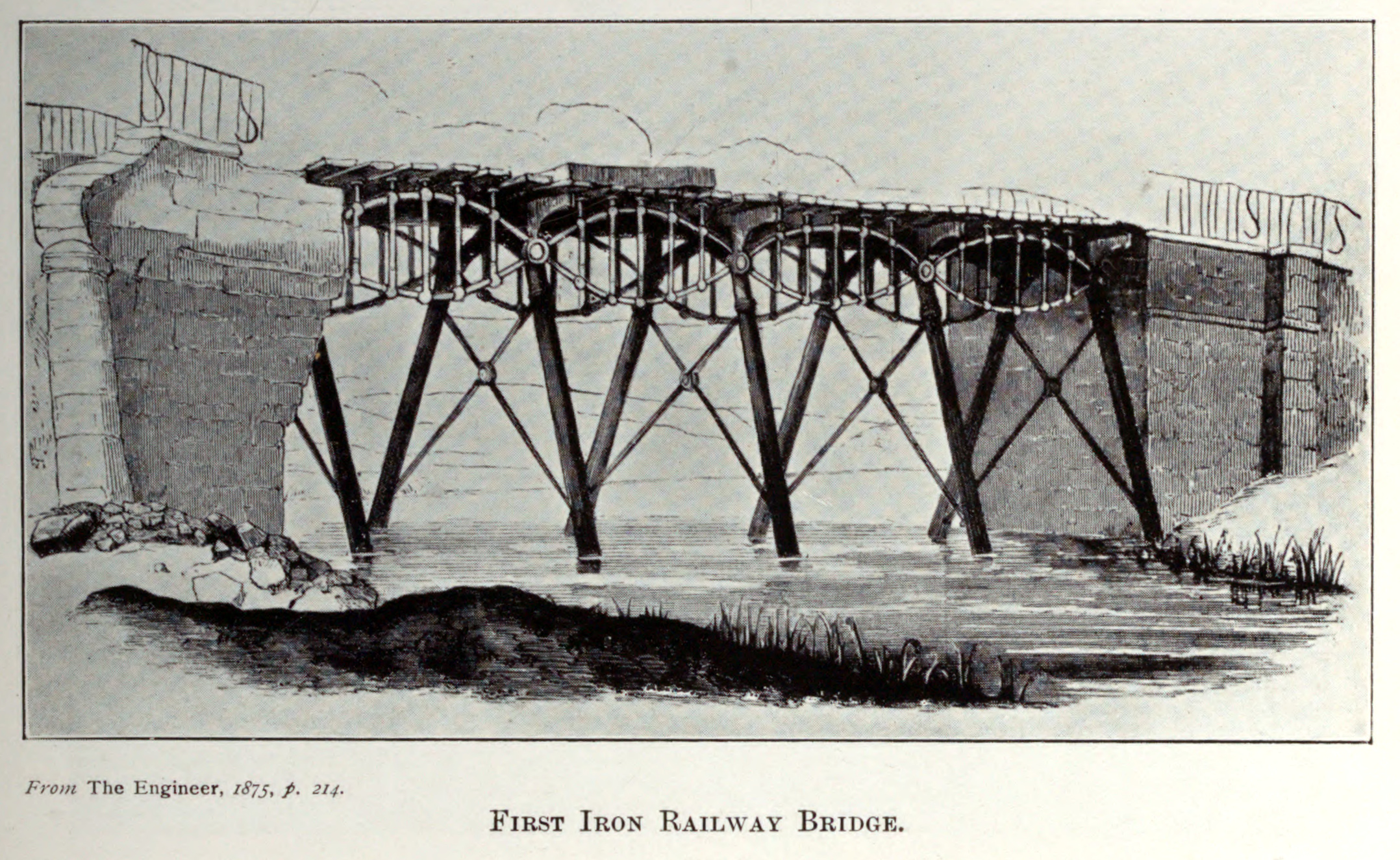
Puente de hierro de Stephenson atravesando el río Gaunless.

Stephenson abogó por el uso de locomotoras de vapor en la línea. Pease visitó Killingworth a mediados de 1822 y los directores pudieron ver el ferrocarril de la mina Hetton, en el que Stephenson había introducido locomotoras de vapor. Se presentó un nuevo proyecto de ley, solicitando las modificaciones planteadas por Stephenson de la ruta original y el uso de "locomotores o motores móviles", aprobándose el proyecto modificado el 23 de mayo de 1823. La línea incluía terraplenes de hasta 48 pies (14,6 m) de alto, y Stephenson diseñó un puente de celosía de hierro para cruzar el río Gaunless. El puente de piedra sobre el río Skerne fue diseñado por el arquitecto de Durham Ignatius Bonomi.
En 1823, Stephenson y Pease fundaron Robert Stephenson and Company, un taller de fabricación de locomotoras situado en Forth Street, Newcastle. Al año siguiente, el FS&D efectuó al taller un pedido consistente en dos locomotoras de vapor y dos motores estacionarios. El 16 de septiembre de 1825, con los motores estacionarios ya instalados, salió de los talleres la Locomotion No. 1, la primera locomotora de la línea, y al día siguiente se anunció que el ferrocarril se abriría el 27 de septiembre de 1825.

### Apertura

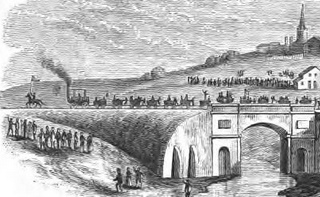
La comitiva inaugural del Ferrocarril de Stockton y Darlington cruza el puente del Skerne.

El costo de construir el ferrocarril había excedido en gran medida las estimaciones iniciales. Para septiembre de 1825, la compañía había necesitado 60.000 libras en préstamos a corto plazo y le urgía comenzar a obtener ingresos para protegerse de sus acreedores. Un vagón ferroviario, el Experiment, llegó en la noche del 26 de septiembre de 1825 y se enganchó a la Locomotion No. 1, que se había colocado en los rieles por primera vez en la Estación de Aycliffe Lane, después de la finalización de su viaje por carretera desde Newcastle ese mismo día. Pease, Stephenson y otros miembros del comité hicieron un viaje experimental a Darlington antes de llevar la locomotora y el vagón a Shildon para preparar el viaje del día de la apertura, con James Stephenson, el hermano mayor de George, en los controles de la máquina. El 27 de septiembre, entre las 7 y las 8 de la mañana, 12 vagones de carbón fueron arrastrados en el Etherley North Bank por una cuerda unida al motor estacionario en la parte superior, y luego bajaron por South Bank hasta St Helen's Auckland. Se adjuntó un vagón lleno de sacos de harina y tiros de caballos arrastraron el tren a través del puente del Gaunless hasta el fondo de Brusselton West Bank, donde miles de personas vieron cómo el segundo motor estacionario subía el tren por la pendiente. El tren descendió por el East Bank hasta Mason's Arms Crossing en Shildon Lane End, donde estaban esperando a la Locomotion No. 1, con el coche de viajeros Experiment y 21 nuevos vagones de carbón equipados con asientos.
Los directores habían dejado espacio para 300 pasajeros, pero el tren transportó entre 450 y 600 personas, la mayoría de ellas viajando en vagones sin carga, pero también con algunos viajeros encima de los vagones llenos de carbón. Se colocaron operarios encargados de los frenos entre los vagones, y el tren partió, precedido por un hombre a caballo con una bandera. Aceleró en la suave pendiente descendente y alcanzó entre 10 y 12 mph (16 y 19 km/h), dejando atrás a los jinetes que habían tratado de seguir el ritmo de la comitiva inaugural. El tren se detuvo cuando el coche que transportaba a los topógrafos e ingenieros de la compañía perdió una rueda. Este coche se abandonó, y el tren continuó su marcha, deteniéndose otra vez, en esta ocasión durante 35 minutos, para reparar la locomotora. El tren partió nuevamente, llegando a alcanzar 15 millas por hora (24,1 km/h) antes de que una multitud estimada en 10.000 personas lo detuviera en el cruce del ramal de Darlington. Se habían recorrido ocho millas y media (13,6 km) en dos horas, y restando los 55 minutos invertidos en las dos paradas, había viajado a una velocidad promedio de 8 millas por hora (12,9 km/h). Se distribuyeron seis vagones de carbón a los pobres, los trabajadores se detuvieron para tomar un refrigerio y muchos de los pasajeros de Brusselton descendieron en Darlington para ser reemplazados por otros.
Se adjuntaron dos vagones para la banda música de Yarm, y a las 12:30 p. m. la locomotora partió hacia Stockton, que ahora transportaba 31 vehículos con 550 pasajeros. En las 5 millas (8 km) de la vía casi nivelada al este de Darlington, el tren tuvo problemas para alcanzar 4 millas por hora (6,4 km/h). En Eaglescliffe, cerca de Yarm, las multitudes esperaban que el tren cruzara la carretera de Stockton hacia Yarm. Al acercarse a Stockton, mientras bordeaba el lado occidental de Preston Park, ganó velocidad y alcanzó 15 millas por hora (24,1 km/h) nuevamente, antes de que un hombre que se aferraba al exterior de un vagón se cayera y su pie fuese aplastado por el siguiente vehículo. Como la sección final de la vía hasta el muelle de Stockton aún estaba en obras, el tren se detuvo en la terminal provisional de pasajeros en St. John's Well, 3 horas y 7 minutos después de salir de Darlington. La ceremonia de apertura se consideró un éxito, y esa noche 102 personas asistieron a una cena de celebración en el Ayuntamiento.

### Primeras operaciones
El ferrocarril inaugurado en septiembre de 1825 tenía 25 millas (40,2 km) de largo y discurría desde Phoenix Pit, Old Etherley Colliery, hasta Cottage Row, Stockton; también había un ramal de 0,5 millas (805 m) a las cocheras de Darlington, otro de 1/2 de milla (804,7 m) hasta Hagger Leases y un tercero de 0,75 millas (1207 m) hasta Yarm. La mayor parte de la vía contaba con raíles de hierro maleable de 28 libras/yarda (14 kg/m), con 4 millas (6,4 km) de rieles de hierro fundido de 57,5 libras/yarda (28,5 kg/m) instalados en los ramales. La línea era de vía única, con cuatro apartaderos para el cruce de trenes cada milla. Las traviesas de sección cuadrada soportaban cada raíl por separado para que los caballos pudieran caminar entre ellos. Al oeste de Darlington el carril se instaló sobre durmientes de piedra, mientras que al este se usó madera de roble. Stephenson hubiera preferido que todos fueran de piedra, pero el costo de transporte era demasiado alto, ya que eran extraídos del área de Auckland.
El ferrocarril se abrió con la compañía en números rojos y sin posibilidad de obtener más préstamos; Pease adelantó dinero dos veces a principios de 1826 para que se les pudiera pagar a los trabajadores. Para agosto de 1827, la compañía había pagado sus deudas y pudo recaudar más dinero; ese mes se abrió el ramal de Black Boy y comenzó la construcción de los ramales de Croft y Hagger Leases. Durante 1827 las acciones subieron de 120 libras a comienzos del año hasta las 160 libras doce meses después.

La ruta del ferrocarril de Stockton y Darlington en 1827, que se muestra en color negro, con las líneas de ferrocarril actuales en rojo.

Inicialmente, la línea se utilizó para transportar carbón a Darlington y Stockton, trasladando 10.000 toneladas en los primeros tres meses, con una ganancia de casi 2000 libras. En Stockton, el precio del carbón bajó de 18 a 12 chelines, y a principios de 1827 era de 8 chelines y 6 peniques (8s 6d). Inicialmente, a los conductores se les pagaba un salario diario, pero después de febrero de 1826 se les pagaba a 1⁄4 de penique por tonelada y por milla; pero a partir de entonces tenían que pagar a los asistentes y bomberos y comprar el carbón para la locomotora. La Ley de 1821 había recibido la oposición de los propietarios de las minas de carbón situadas junto al río Wear, que abastecían a Londres y temían la competencia, por lo que se limitó la tarifa para el transporte del carbón destinado a los barcos a 1⁄2 penique por tonelada y por milla, lo que se suponía que haría que el negocio no fuera rentable. La demanda de Londres era de unas 100.000 toneladas al año, por lo que la compañía comenzó a estudiar la viabilidad de suministrar carbón a la capital en septiembre de 1825. En enero de 1826 se abrió el primer muelle elevado en Stockton, diseñado para que los vagones situados sobre la bodega de un barco pudieran descargar el carbón por el fondo. Poco más de 18.500 toneladas de carbón fueron transportadas a las bodegas de los barcos en el ejercicio contable que terminó en junio de 1827. Esta cantidad aumentó a más de 52.000 toneladas al año siguiente, alcanzando el 44 1⁄2 por ciento del total transportado.
Las locomotoras no eran fiables al principio. Poco después de la apertura, la Locomotion No. 1 rompió una rueda, y no estuvo lista para reiniciar el servicio hasta el 12 o 13 de octubre; Hope, la segunda locomotora, llegó en noviembre de 1825, pero se necesitaba una semana para ponerla en servicio: las ruedas de hierro fundido eran una fuente de continuos problemas. Dos locomotoras más de un diseño similar llegaron en 1826; ese 16 de agosto, se gastaron 9 peniques en cerveza para motivar a los hombres a mantener las máquinas. A fines de 1827, la compañía también había comprado la Chittaprat de Robert Wilson y el vagón Experiment de Stephenson. Timothy Hackworth, superintendente de locomotoras, utilizó la caldera de la Chittaprat sin éxito para construir la Royal George en los talleres de Shildon; que comenzaría a funcionar a finales de noviembre. John Wesley Hackworth publicó más tarde un memorando declarando que las locomotoras se habrían abandonado si no fuera por el hecho de que Pease y Thomas Richardson eran socios de Stephenson en las obras de Newcastle, y que cuando Timothy Hackworth fue encargado de reconstruir la Chittaprat se consideró como un último experimento para que hiciera una locomotora a su manera. Tanto Tomlinson como Rolt sostienen que esta afirmación era infundada, y que la compañía había demostrado anteriormente que las locomotoras eran superiores a los caballos, e incluso Tomlinson demuestra que el carbón se movía con locomotoras a la mitad del costo que con los caballos. Robert Young afirma que la compañía no estaba segura de los costos reales, ya que informaron a los accionistas en 1828 que el ahorro con las locomotoras era del 30 por ciento. Young también demostró que Pease y Richardson estaban preocupados por su inversión en las obras de Newcastle y que Pease intentó sin éxito vender su parte a George Stephenson.
En cualquier caso, se encargaron nuevas locomotoras a Stephenson, pero la primera era demasiado pesada cuando llegó en febrero de 1828. Fue reconstruida con seis ruedas y aclamada como una gran mejora, y a Hackworth se le dijo que reconvirtiera las locomotoras restantes lo antes posible. En 1828, dos calderas de locomotoras explotaron en cuatro meses, y ambas mataron al maquinista y en ambos caso se debió a que las válvulas de seguridad se dejaron fijadas mientras la máquina estaba parada. Los caballos también se usaron en la línea, y podían transportar hasta cuatro vagones. El dandy wagon se introdujo a mediados de 1828: un pequeño carro al final del tren, que llevaba al caballo cuesta abajo, lo que le permitía descansar y que el tren corriese a mayor velocidad. El FS&D hizo su uso obligatorio a partir de noviembre de 1828.

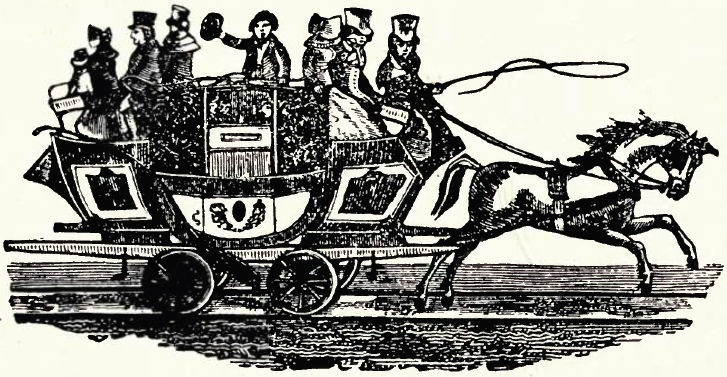
Un carruje del Ferrocarril Union representado en un anuncio de la época.

El tráfico de pasajeros comenzó el 10 de octubre de 1825, después de que se compró la licencia requerida, utilizando el coche Experiment arrastrado por un caballo. Inicialmente, el carruaje tenía programado viajar de Stockton a Darlington en dos horas, con una tarifa de 1 chelín, realizando un viaje de regreso cuatro días a la semana y un viaje de ida los martes y sábados. En abril de 1826, la operación del carruaje sobre raíles se contrató por 200 libras al año; para entonces, el tiempo de viaje programado se había reducido a 1 1⁄4 horas, y los pasajeros también podían viajar en el exterior situados sobre el vehículo por 9 peniques. Un carruaje más cómodo, el Express, comenzó el recorrido en el mismo mes, y cobraba 1 chelín y 6 peniques por viajar dentro. Los hosteleros comenzaron a enviar carruajes, dos a Shildon desde julio, y el Union, que enlazaba con Yarm desde el 16 de octubre. No había estaciones: en Darlington los carruajes recogían a los pasajeros cerca del cruce con la carretera norte, mientras que en Stockton lo hacían en diferentes lugares del muelle. Entre 30.000 y 40.000 pasajeros fueron transportados entre julio de 1826 y junio de 1827.

## Fundación de Middlesbrough
La exportación de carbón se había convertido en el negocio principal del ferrocarril, pero los muelles de Stockton no disponían de un almacenamiento adecuado, y el tamaño de los barcos estaba limitado por la profundidad del Tees. En 1826 se propuso construir un ramal desde Stockton a Haverton, en la orilla norte del Tees, y poco después el ingeniero Thomas Storey propuso una línea más corta y barata a Middlesbrough, al sur del Tees en julio de 1827. Más adelante, con la aprobación de George Stephenson, este plan fue ratificado por los accionistas el 26 de octubre. La Compañía de Navegación del Tees estaba a punto de mejorar la navegabilidad del río, y propuso una solicitud de demora ferroviaria al Parlamento, pero, a pesar de la oposición, en una reunión celebrada en enero de 1828 se decidió autorizar el nuevo ferrocarril. Ya en 1819 se había considerado la posibilidad de unir Auckland con el valle del Tees por una ruta más directa con rumbo norte, y la compañía del Ferrocarril del Tees y Weardale había solicitado sin éxito al Parlamento una autorización para dicha línea en 1823, 1824 y 1825. Al amparo de las líneas existentes, este trayecto se convirtió en una línea de 11,5 millas (18,5 km) que unía Simpasture, en la línea del FS&D (cerca de la actual Estación de Newton Aycliffe), con Haverton y Stockton, a través de una ruta que era 6 millas (9,7 km) más corta que a través de la ruta del FS&D, siendo bautizado como el nuevo trayecto como el Ferrocarril Clarence, en honor del Duque de Clarence, posteriormente coronado como Guillermo IV. Las reuniones celebradas en Stockton a principios de 1828 apoyaron la navegación del Tees y el Ferrocarril de Clarence. El FS&D recibió permiso para construir su nuevo ramal el 23 de mayo de 1828, después de prometer completar el ramal de Hagger Leases y construir un puente por encima del curso de agua con al menos 72 pies (21,9 m) de ancho y 19 pies (5,8 m) por encima del nivel del agua, para no afectar al tráfico de las embarcaciones.
Dos miembros del comité de gestión renunciaron, ya que pensaban que Stockton se vería afectado negativamente por la nueva línea, y Meynell, el presidente del FS&D, renunció a su cargo. El Ferrocarril Clarence fue aprobado unos días después, con el mismo ancho de vía que el FS&D. La ruta del Ferrocarril Clarence se modificó posteriormente para llegar a Samphire Batts, un lugar conocido más adelante como Port Clarence, y el tráfico comenzó en agosto de 1833. A mediados de 1834, Port Clarence se había abierto y 28 millas (45,1 km) de la línea estaba en uso. Para no perjudicar al tráfico fluvial, el FS&D cobraba 2 1⁄4 peniques por tonelada y por milla por las 10 millas (16,1 km) desde las minas a Simpasture para su reenvío a Port Clarence, en lugar de la más barata tarifa de envío real. Para julio de 1834, los Comisarios del Ejecutivo habían tomado el control del ferrocarril de Clarence.

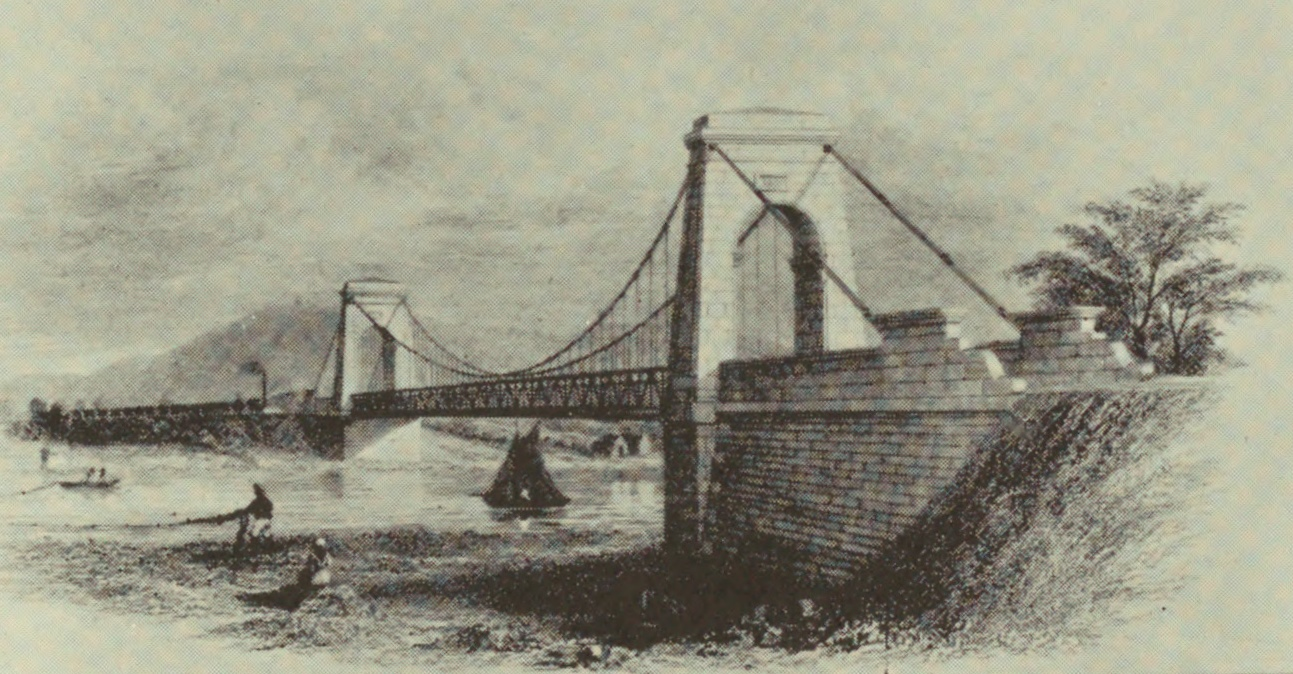
El puente colgante sobre el río Tees.

El enlace con Croft se abrió en octubre de 1829. La construcción del puente colgante a través del Tees comenzó en julio de 1829, pero se suspendió en octubre después de que la Compañía de Navegación del Tees señaló que el FS&D no tenía permiso para cruzar el Canal Viejo del Tees. El FS&D se preparó para regresar al Parlamento, pero se retiró después de que se acordó el diseño de un puente levadizo con la Compañía de Navegación. La línea a Middlesbrough se dotó de raíles de hierro maleable que pesaban 33 lb/yd (16 kg/m), descansando sobre durmientes de roble. El puente colgante había sido diseñado para el paso de una carga de 150 toneladas, pero las placas de retención de hierro fundido se partieron cuando se probó con tan solo 66 toneladas y los trenes cargados tuvieron que cruzar con los vagones divididos en grupos de cuatro unidos por cadenas alargadas de 9 yardas (8,23 m). Para la ceremonia de apertura del 27 de diciembre de 1830, la Globe, una nueva locomotora diseñada por Hackworth para trenes de pasajeros, transportó a los viajeros en coches equipados con asientos a través del puente hacia los muelles de Port Darlington, que disponían de cargaderos para seis barcos. Los viajeros de Stockton continuaron siendo atendidos por una parada en la línea que llegaba al muelle hasta 1848, cuando se reemplazó por una estación en la línea de Middlesbrough, al otro lado del Tees.
Antes de mayo de 1829, Thomas Richardson había comprado unos 500 acres (202,3 ha) cerca de Port Darlington, y con Joseph y Edward Pease y otros, formó la asociación de propietarios de Middlesbrough Estate para desarrollarlo. Middlesbrough tenía solo unas pocas casas antes de la llegada del ferrocarril, pero un año después tenía una población de más de 2000 habitantes y en el censo de 2011 tenía más de 138.000 personas registradas.

## Mejoras ferroviarias

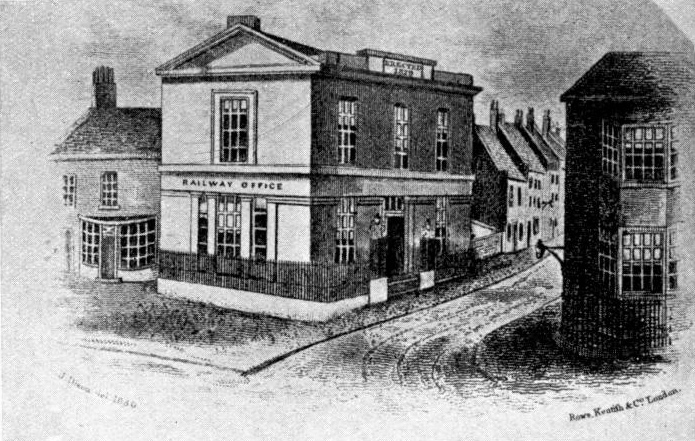
Oficinas del FS&D en Darlington.

En 1830, la compañía abrió nuevas oficinas en la esquina de Northgate y Union Street en Darlington. Entre 1831 y 1832 se colocó una segunda vía entre Stockton y el pie de Brusselton Bank, y se construyeron talleres en Shildon para el mantenimiento y la construcción de locomotoras. En 1830, aproximadamente 50 caballos compartieron el tráfico con 19 locomotoras, pero como viajaban a diferentes velocidades, se hizo necesario regular el tráfico. Los trenes tirados por caballos debían operar en grupos de cuatro o cinco, para evitar que los caballos, sorprendidos por el paso de una locomotora, saltaran desde su remolque, siendo atropellados por el siguiente tren. En una ocasión, un conductor se durmió en el remolque de caballos del tren anterior y su caballo se detuvo en la vía y fue atropellado por una locomotora. El libro de reglas establecía que los trenes transportados por locomotoras tenían prioridad sobre los trenes tirados por caballos, pero algunos conductores de caballos se negaban a ceder el paso y en una ocasión una locomotora tuvo que seguir a un tren tirado por caballos durante más de 2 millas (3 km).
El comité decidió en 1828 reemplazar los caballos con locomotoras en la línea principal, comenzando con los trenes de carbón, aunque hubo resistencia por parte de algunos propietarios de minas. Después de que el FS&D compró las compañías de carruajes de viajeros en agosto de 1832, un servicio mixto de pasajeros y pequeñas mercancías comenzó a funcionar entre Stockton y Darlington el 7 de septiembre de 1833, viajando a entre 12 y 14 mph (19 y 22 km/h); Los servicios de transporte con locomotoras comenzaron sus viajes a Shildon en diciembre de 1833 y a Middlesbrough el 7 de abril de 1834.
La compañía había devuelto el dividendo del cinco por ciento que había prometido Edward Pease, habiéndose aumentado el rendimiento al ocho por ciento para cuando se retiró en 1832. Cuando el tesorero Jonathan Backhouse se retiró en 1833 para convertirse en ministro cuáquero, fue reemplazado por Joseph Pease.

## El camino al Norte

### Gran Ferrocarril del Norte de Inglaterra

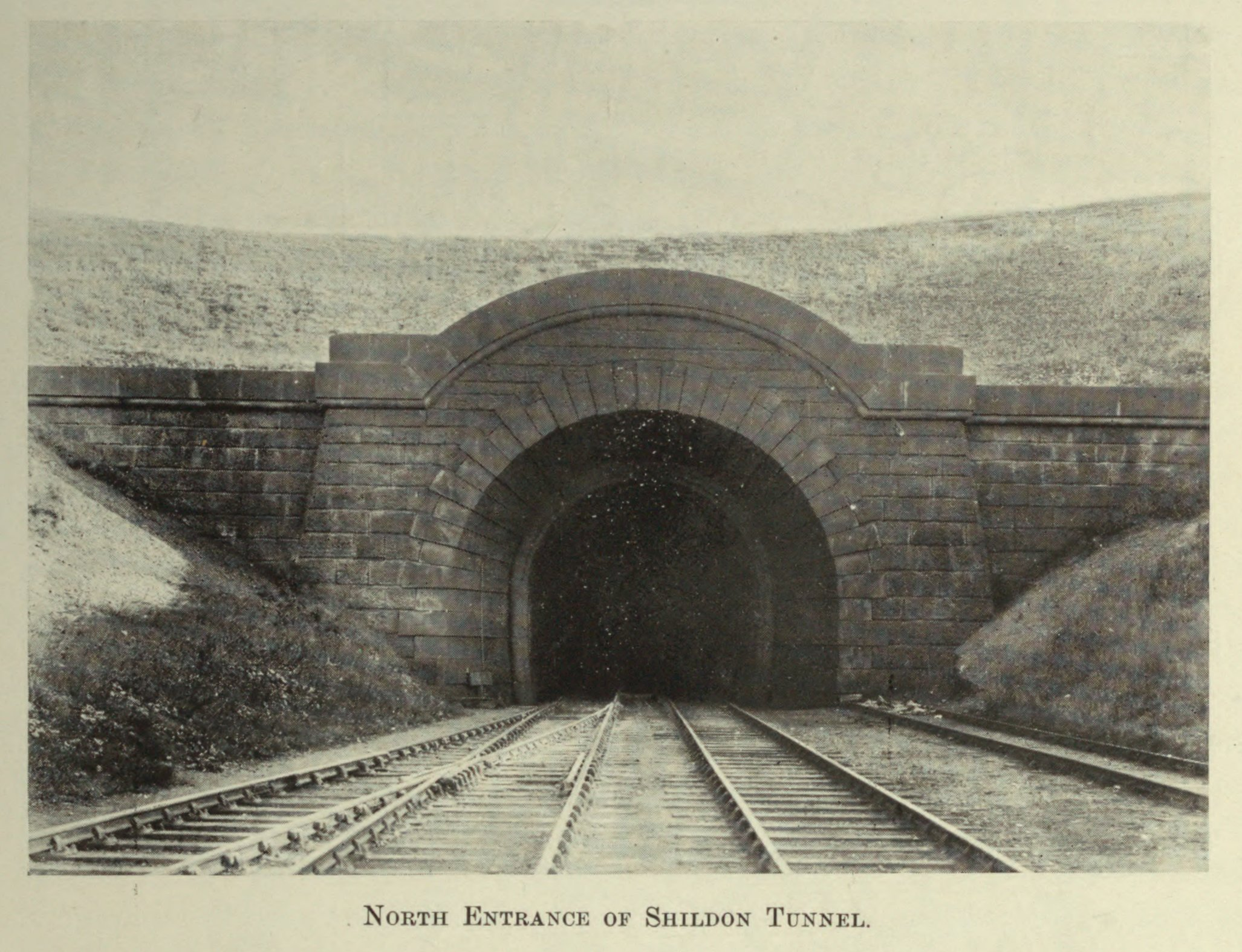
La entrada norte al Túnel de Shildon, inaugurado en 1842.

El 13 de octubre de 1835, se formó el Ferrocarril de York & North Midland (FY&NM) para conectar York con Londres mediante una línea hasta alcanzar el Ferrocarril North Midland. Representantes del FY&NM y del FS&D se reunieron dos semanas después y formaron el Gran Ferrocarril del Norte de Inglaterra (GFNI), una línea de York a Newcastle que usaba la ruta del enlace de Croft en Darlington con una longitud de 1,5 millas (2,4 km). El ferrocarril se iba a construir en secciones, permitiendo que ambas compañías obtuvieran al mismo tiempo permiso para la línea más difícil a través de las colinas desde Darlington a Newcastle, que se solicitó en 1836; y al año siguiente se presentó un proyecto de ley para la línea más fácil, desde el sur de Darlington a York. Pease especificó una ocupación lo suficientemente amplia como para alojar cuatro vías, por lo que la carga podría transportarse a 30 millas por hora (48,3 km/h) y los pasajeros a 60 millas por hora (96,6 km/h). George Stephenson había elaborado planes detallados para noviembre. La Ley para el trayecto de 34,5 millas (55,5 km) de Newcastle a Darlington recibió el consentimiento real el 4 de julio de 1836, pero se había hecho poco trabajo cuando el tramo de 43 millas (69,2 km) entre Croft y York recibió permiso el 12 de julio del año siguiente. En agosto, una reunión general decidió comenzar a trabajar en la sección sur, pero la construcción se retrasó, y después de que varios puentes colapsaron, el ingeniero Thomas Storey fue reemplazado por Robert Stephenson. El FS&D vendió su ramal de Croft al GFNI, y el ferrocarril se abrió al tráfico de trenes cargados de carbón el 4 de enero de 1841, utilizando las locomotoras del FS&D. El ferrocarril abrió el servicio de pasajeros con sus propias locomotoras el 30 de marzo.
Entre noviembre de 1841 y febrero de 1842, el S&DR introdujo un servicio entre Darlington y Coxhoe, en el ferrocarril de Clarence, donde un ómnibus cubría la distancia de 3+1/2 de milla (5,6 km) hasta el Ferrocarril de Durham y Sunderland en Shincliffe. A principios de 1842, la Compañía del Túnel de Shildon, nominalmente independiente, caló su galería de 1225 yardas (1120,1 m) a través de las colinas en Shildon hasta la cuenca de Wear, y después de construirse 2 millas (3,2 km) de vía hasta la Estación de South Church, al sur de Bishop Auckland, se inauguró en mayo de 1842. El FS&D prestaba un servicio de 3 1⁄4 de hora de recorrido entre Darlington y Newcastle, con un ómnibus de cuatro caballos desde South Church hasta Rainton Meadows en el Ferrocarril de Enlace a Durham, desde donde los trenes se dirigían hacia Gateshead, en el lado sur del río Tyne, cerca de Newcastle.

### Operaciones ferroviarias en la década de 1830
Hacia 1839, la vía había sido mejorada con raíles que pesaban 64 lb/yd (32 kg/m). El ferrocarril poseía cerca de 30 locomotoras de vapor, la mayoría de ellas de acoplamiento séxtuple, dotadas con ténderes de cuatro ruedas y dos depósitos, cada uno capaz de contener 600 galones imperiales (2700 litros) de agua. La línea descendía de Shildon a Stockton, lo que contribuía a que los trenes que transportaban carbón a los muelles alcanzasen fácilmente una velocidad máxima de 6 millas por hora (9,7 km/h). Los maquinistas eran multados si sobrepasaban las 8 millas por hora (12,9 km/h), y uno fue despedido por completar el viaje de regreso de cuarenta millas en 4 1⁄2 horas. En promedio había alrededor de 40 trenes de carbón por día, transportando 28 vagones con un peso de 116 toneladas. Había alrededor de 5000 vagones de propiedad privada, y en cualquier momento alrededor de 1000 estaban en el depósito de Shildon.

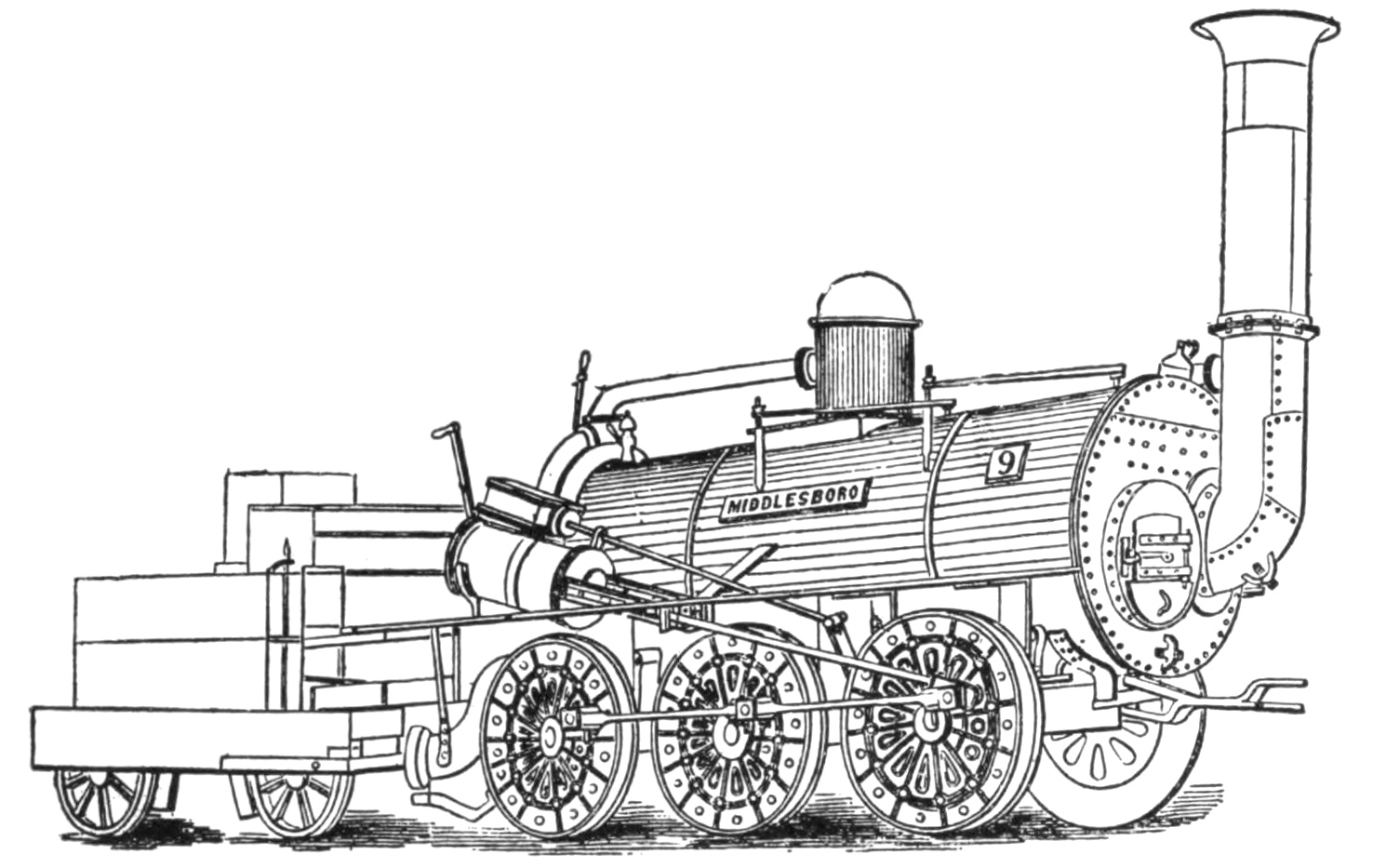
La locomotora de vapor Middlesbrough, introducida en 1839.

El ferrocarril tenía locomotoras de pasajeros modernas, algunas con cuatro ruedas. Contaba con estaciones de pasajeros en Stockton, Middlesbrough, Darlington, Shildon y West Auckland, y los trenes también se detenían en Middlesbrough Junction, Yarm Junction, Fighting Cocks y Heighington. Algunos de los carruajes modificados todavía estaban en uso, pero también había vagones de ferrocarril modernos, algunos de primera clase con tres compartimentos con capacidad para ocho pasajeros cada uno, y vagones de segunda clase con capacidad para 40 personas. El equipaje, y a veces el vigilante, viajaban en el techo del vagón; y se sabe que un pasajero que viajaba en tercera clase sufrió heridas graves después de caerse del techo en 1840. Los trenes de pasajeros promediaban entre 22 y 25 mph (35–40 km/h), y se registró una velocidad media de 42 millas por hora (67,6 km/h). Más de 200.000 pasajeros fueron transportados en el año hasta el 1 de octubre de 1838, y en 1839 había doce trenes cada día entre Middlesbrough y Stockton, seis trenes entre Stockton y Darlington, y tres entre Darlington y Shildon, donde un coche equipado con freno automático Rankine, descendía por la Rampa de Brussleton, y luego era arrastrado por un caballo hasta St Helens Auckland. La Guía Bradshaw de Ferrocarril de marzo de 1843, después de la apertura de South Church, muestra cinco servicios por día entre Darlington y South Church a través de Shildon, con tres entre Shildon y Saint Helen. También figuran seis trenes entre Stockton y Hartlepool a través de Seaton sobre el ferrocarril de Clarence y el Ferrocarril de Stockton y Hartlepool que se había abierto en 1841.
Por aquel entonces, Port Darlington se había visto desbordado por el volumen de importaciones y exportaciones, y en 1839 se iniciaron los trabajos de ampliación en Middlesbrough Dock, que habían sido diseñados por William Cubitt, con capacidad para albergar 150 barcos, y construido por el ingeniero civil George Turnbull. El puente colgante sobre el río Tees fue reemplazado por un puente de hierro fundido sobre pilares de mampostería en 1841. Después de tres años y un gasto de 122.000 libras (equivalente 11.8 millones libras de hoy en día), la apertura formal del nuevo muelle tuvo lugar el 12 de mayo de 1842. El FS&D proporcionó la mayor parte de la financiación, y el muelle fue absorbido por la compañía en 1849.

### Ferrocarril de Newcastle y del Enlace a Darlington

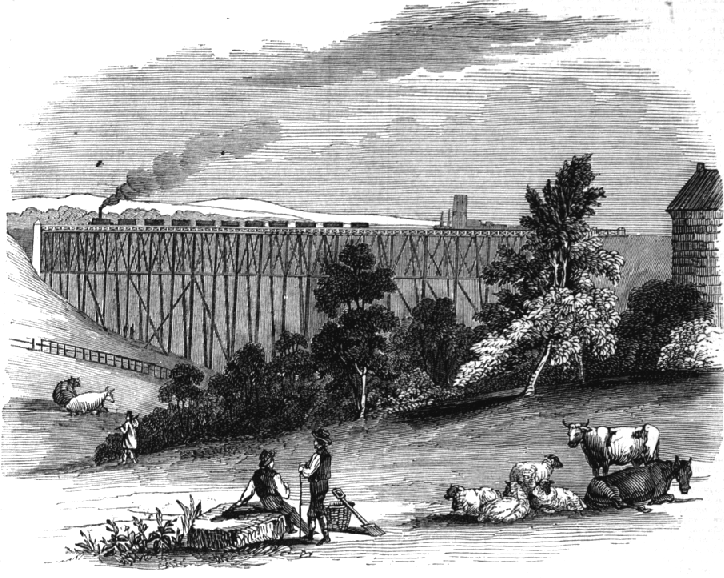
El FN&ED cruzando el Sherburn sobre un viaducto de caballetes.

El GFNE tenía autorización para tender un ferrocarril desde York a Newcastle. Se abrió hasta Darlington en 1841, pero solo pudo hacerlo después de haber gastado todo su capital autorizado, sin posibilidad de comenzar a trabajar en la extensión a Newcastle. En ese momento, el Parlamento estaba considerando la ruta de un ferrocarril entre Inglaterra y Escocia, y favorecía un recorrido a lo largo de la costa oeste. El financiero ferroviario George Hudson presidió una reunión de representantes de los ferrocarriles del noreste, que deseaban construir un ferrocarril a lo largo de la costa este.
En la década de 1830 se abrieron varios ferrocarriles en el área entre Darlington y Newcastle, y Robert Stephenson se comprometió a seleccionar una ruta utilizando estos ferrocarriles tanto como fuera posible. El Ferrocarril de Newcastle y del Enlace a Darlington (N & DJR) difería ligeramente de la ruta del GFNE en la sección sur antes de unirse al Ferrocarril del Enlace a Durham en Rainton y usar el Ferrocarril de Pontop y South Shields desde Washington a Brockley Whins, donde una nueva curva en el Ferrocarril del Enlace a Brandling permitía el acceso directo a Gateshead. Esto requirió la construcción de 25,5 millas (41,0 km) de una nueva línea, 9 millas (14,5 km) menos que la ruta del GFNE, pero los trenes tenían que viajar 7+1/2 de milla (12,1 km) más lejos.
Esta ruta corría paralela a la línea del FS&D durante 5 millas (8 km) y Pease argumentó que debería pasar por encima de esta, con lo que tan solo sería necesario agregar 1+1/2 de milla (2,4 km) de nuevas vías. El proyecto de ley se presentó sin cambios al Parlamento en 1842, y el FS&D se opuso. A pesar de esto, el Acta de la unión por ferrocarril de Darlington y Newcastle recibió el consentimiento real el 18 de junio de 1842, y una segunda ley al año siguiente aseguró los desvíos de la ruta del GFNE en el sur recomendados por Stephenson. Después de la celebración de la apertura el 18 de junio de 1844, se puso en marcha el servicio entre Londres y Gateshead al día siguiente.
El FN&ED hizo una oferta para arrendar el GFNE y comprarlo en los cinco años siguientes, y las acciones del GFNE aumentaron en un 44 por ciento a medida que el FN&ED asumió el control el 1 de julio de 1845. En 1847, el FN&ED se convirtió en parte del Ferrocarril de York, Newcastle y Berwick (FYN&B), una compañía más grande.

## Ferrocarril del Valle de Wear

El Ferrocarril del Valle de Wear en 1847.

El Ferrocarril de Bishop Auckland y Weardale (FBA&W) recibió permiso en julio de 1837 para construir una línea de 8,25 millas (13,3 km) desde South Church hasta Crook, inaugurada el 8 de noviembre de 1843 con una estación en Bishop Auckland.
El Ferrocarril de Stanhope y Tyne, una línea de 33,75 millas (54,3 km) entre South Shields y Stanhope se había abierto en 1834. Las locomotoras a vapor trabajaban en la sección al este de Annfield, y en la sección occidental funcionaban planos inclinados mediante motores estacionarios o por gravedad, con caballos que transportaban carruajes sobre una pista nivelada. Los hornos de cal y la línea entre Stanhope y Carrhouse cerraron en 1840, y con la sección de Stanhope a Annfield perdiendo dinero, la compañía ferroviaria insolvente se disolvió el 5 de febrero de 1841. La sección norte se convirtió en el Ferrocarril de Pontop y South Shields, y la sección sur de Stanhope a Carrhouse fue comprada por la recién formado Derwent Iron Company radicada en Consett, que renombró la línea como Ferrocarril de Wear y Derwent, y solía transportar piedra caliza desde las canteras en el área de Stanhope a sus instalaciones en Consett. El Ferrocarril Extensión de Weardale circulaba desde Waskerley sobre el Wear & Derwent hasta Crook como parte del RBA&W, e incluía el plano inclinado de Sunniside, impulsado por un motor estacionario. Patrocinada por la Derwent Iron Company, la línea de 10 millas (16,1 km) fue construida por el FS&D y se inauguró el 16 de mayo de 1845. El servicio de pasajeros a Hownes Gill y a Stanhope (Crawley) comenzó el 1 de septiembre de 1845, aunque el recorrido hasta Stanhope se canceló a finales de 1846. Viajando hacia el norte desde Crook, los vagones y carruajes eran arrastrados por el plano inclinado de Sunniside, más adelante una locomotora arrastraba el tren mixto hacia el Enlace de Waskerley Park, posteriormente descendían por la pendiente de Nanny Mayor's y una locomotora los llevaba hacia adelante. Al regresar, las regulaciones requerían que los vagones se soltaran por la pendiente de Sunniside y se les permitía descender hasta la Estación de Crook, controlados por un operario que controlaba los frenos del carruaje. Posteriormente, un viaducto de 730 pies (222,5 m) sustituyó a las dos pendientes en el barranco de Hownes Gill el 1 de julio de 1858. Una variante de trazado que eliminaba la rampa de Nanny Mayor's y una curva que permitía el acceso directo de los trenes desde Crook a Rowley se abrió para el transporte de mercancías el 23 de mayo de 1859, y para el tráfico de pasajeros el 4 de julio de 1859.
El Ferrocarril de Middlesbrough y Redcar, una extensión corta hasta Redcar, se autorizó el 21 de julio de 1845. La línea se bifurcó antes de la estación término de Middlesbrough, que se cerró, siendo sustituida por una nueva estación de paso que se abrió con la línea el 4 de junio de 1846. En julio de 1845 también se autorizó el Ferrocarril del Valle de Wear, una vía de 12 millas (19,3 km) desde la línea de Bishop Auckland & Weardale hasta Frosterley. La línea se abrió el 3 de agosto de 1847, y también se le otorgó al FS&D permiso para construir el ramal de Bishopley, sobre el que viajaron 500.000 toneladas de piedra caliza en 1868. La línea se extendió en 1862 de Frosterley a Stanhope.
Justo antes de que la línea se abriera el 22 de julio de 1847, el Ferrocarril del Valle de Wear absorbió el túnel de Shildon, el Ferrocarril de Bishop Auckland y Weardale, el Ferrocarril de Extensión de Weardale y el Ferrocarril de Wear y Derwent, y más adelante el FS&D arrendó el Ferrocarril del Valle de Wear y el Ferrocarril de Middlesbrough y Redcar por 999 años. Este acuerdo incluía un pago de 47.000 libras anuales, superando los ingresos netos del FS&D; el tráfico de la Derwent Iron Company se redujo durante un período de dificultades financieras y la mina Black Boy empezó a enviar su carbón a Hartlepool. No se pagó ningún dividendo en 1848 y ni en los años siguientes; los pagos del arrendamiento se hicieron de las reservas. El FS&D anunció una factura en noviembre de 1848 para permitir un arrendamiento y una fusión con el FYN&B, pero la propuesta se retiró después de que el precio de las acciones del FYN&B se derrumbara y su presidente Hudson tuviera que renunciar después de que surgieran preguntas sobre sus transacciones de acciones. En 1850, el FS&D tenía un capital social de 250.000 libras, pero adeudaba 650.000 libras, la mayor parte de ellas sin la autorización del Parlamento hasta 1849. La deuda se convirtió en acciones en 1851.

## Mineral de hierro de Cleveland
A mediados de 1850, Henry Bolckow y John Vaughan descubrieron una veta de mineral de hierro en Eston. Abrieron una mina, establecieron un ramal hacia el Ferrocarril de Middlesbrough y Redcar, y comenzaron a transportar el minral de hierro sobre el FS&D hacia sus altos hornos situados al oeste de Bishop Auckland. En 1851, la Derwent Iron había abierto una mina en el área y comenzó a trasladar el mineral hasta Consett, para lo que debían recorrerse 54 millas (86,9 km) en el ferrocarril. Gracias a este providencial incremento del volumen transportado, el FS&D pudo pagar los atrasos de su deuda y repartir un dividendo al año siguiente, aunque solo del 4 por ciento. Entre 1849 y 1853 el tráfico se duplicó con creces.
En 1852, el Ferrocarril Leeds Norte (FLN) construyó una línea desde Northallerton hasta el cruce con la línea de Stockton a Hartlepool y una sección de la ruta corría paralela al FS&D, junto con la carretera de Yarm a Stockton. El FS&D estaba originalmente en el lado este de la carretera, pero el LNR construyó su línea con cuatro vías en el otro lado de la carretera, alquilando dos al FS&D por un alquiler simbólico de 1 chelín por año. El 25 de enero de 1853, el FLN y EL FS&D abrieron una estación conjunta en Eaglescliffe con un andén entre las vías, de forma que un lado era utilizado por los trenes del FS&D y el otro por el FLN. En lugar de permitir que los trenes se aproximaran a los andenes desde cualquier dirección, el Organismo Oficial de Inspección (el Board of Trade) dictaminó que los trenes que se aproximaran por una línea sin andén en primer lugar, debían pasar y luego retroceder para situarse en una vía de andén.

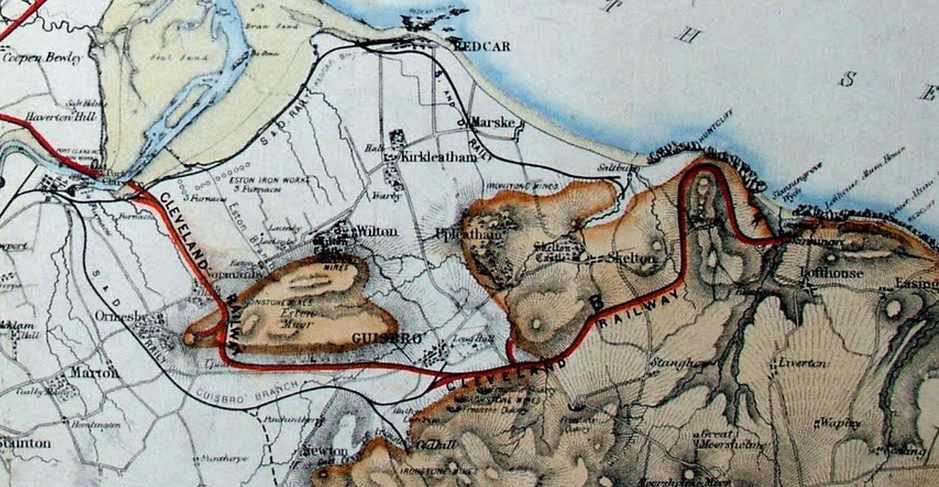
Los ferrocarriles en Cleveland en 1863. El Ferrocarril de Cleveland aparece en color rojo.

El Parlamento aprobó el Ferrocarril de Middlesbrough y Guisborough, con dos ramales hacia las colinas ricas en hierro, el 17 de junio de 1852. Pease tuvo que garantizar dividendos para obtener la financiación necesaria. El FS&D tendió una línea de vía única a lo largo de 9,5 millas (15,3 km) y se abrió a los vagones de mineral el 11 de noviembre de 1853 y a los pasajeros el 25 de febrero de 1854. Con el telegráfo eléctrico instalado entre estaciones, no se permitía a los trenes de pasajeros abandonar una estación hasta que se hubiera recibido la confirmación de que la vía estaba libre.
Hacia 1857 se había abierto un alto horno cerca del campo de carbón de Durham, en el lado norte del río Tees. Respaldado por su rival, el Ferrocarril y Puerto de West Hartlepool, el Ferrocarril de Durham y Cleveland propuso una línea desde las minas en Skinningrove y Staithes, a través de Guisborough y un puente sobre el Ferrocarril de Middlesbrough y Redcar hasta un embarcadero en Cargo Fleet, desde donde un ferry llevaría el mineral a través del Tees a los altos hornos. Cuando la propuesta fue presentada ante el Parlamento, el FS&D sugirió que su línea de Middlesbrough y Redcar se pudieran extender a Saltburn, y que el río Tees se cruzara mediante un puente giratorio. El Ferrocarril de Cleveland recibió permiso para tender una línea entre Skinningrove y Guisborough, así como una autorización del FS&D para realizar una extensión a Saltburn y un ramal a una mina en Skelton. Esta Ley de 1858 también autorizó la fusión del FS&D con los ferrocarriles que mantenía en arrendamiento.
Una solicitud al Parlamento al año siguiente para construir un embarcadero no tuvo éxito, pero en 1860 el Ferrocarril de Upsall, Normanby y Ormesby recibió permiso para tender una línea con acceso al río. La reclamación del FS&D alegando sus derechos exclusivos de acceso al muelle fluvial fue rechazada. Al embarcadero también se le opusieron los Comisionados de Conservación del Tees, que amarraron barcazas en la playa para obstruir la construcción. En lo que se conoció como la Batalla del Tees, estalló una pelea cuando un remolcador de vapor enviado por los comisionados interrumpió a los hombres que movían las barcazas. Las barcazas se trasladaron con éxito, pero a la noche siguiente llegaron tres de los remolcadores de vapor de los Comisionados y despejaron la zona de obras. La policía vigiló el desarrollo de los trabajos de construcción hasta que se terminó el embarcadero.
Henry Pease, director del FS&D y cuáquero, visitó a su hermano Joseph a mediados de 1859 en su casa junto al mar en Marske-by-the-Sea. Al regresar tarde para cenar, explicó que había caminado hasta Saltburn, y cuando pasaba junto a un grupo de cabañas de pescadores, había tenido una "especie de visión profética" de una ciudad con jardines. Con otros directores del FS&D, planeó la ciudad, con jardines y Hotel Zetland junto a la estación, y compró una casa en el 5 de Britannia Terrace, donde permanecía durante algunas semanas cada verano. La extensión se abrió en 1861, incluyendo una estación en la línea que reemplazaba a la terminal en Redcar.

## Paso sobre Stainmore
En 1852 se propuso un ferrocarril para llegar hasta Barnard Castle desde el FS&D, mediante un enlace situado cerca de la Estación de North Road y junto al río Tees. Esta ruta pasaba lo más lejos posible la propiedad del Duque de Cleveland, ya que se había opuesto a un ferrocarril anterior. La solicitud de ese año no se aceptó, pero el acta del ferrocarril entre Darlington y Barnard Castle recibió el consentimiento real el 3 de julio de 1854, y el tendido de 15,25 millas (24,5 km) se abrió al tráfico el 8 de julio de 1856.

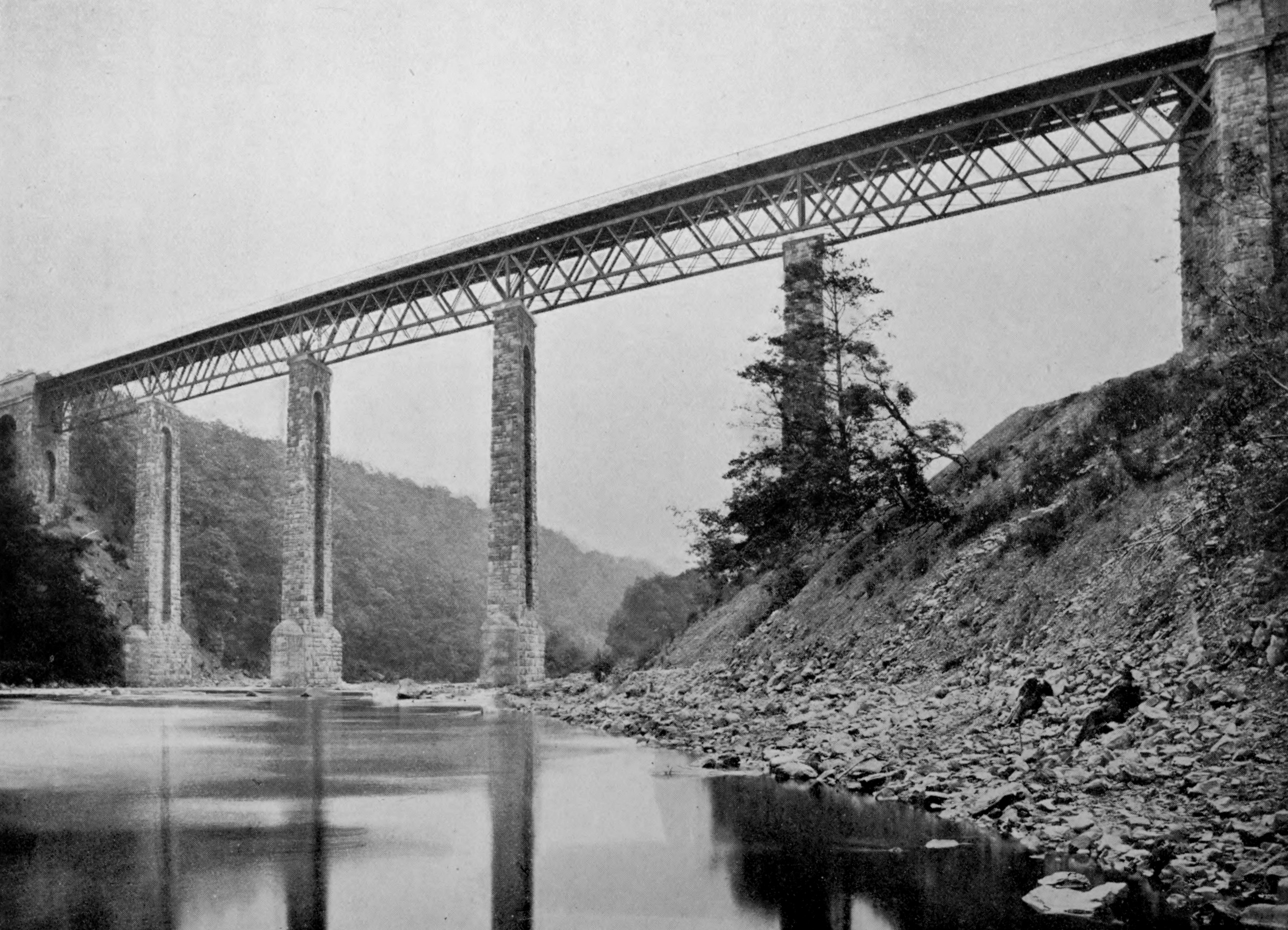
El viaducto del FSD&LU sobre el Valle del Tees en 1858.

El mineral de hierro de Cleveland tenía un alto contenido de fósforo y debía mezclarse con minerales más puros, como los de la costa oeste de Cumberland y Lancashire.. A principios de la década de 1850, este mineral viajaba a lo largo del ferrocarril de Newcastle y Carlisle hacia el área de Barrow-in-Furness, desde donde regresaban los trenes cargados con el coque producido en Durham. Las compañías del Ferrocarril Unión de South Durham y Lancashire (FUSD&L) y la del Ferrocarril del Valle de Eden (FVE) se formalizaron el 20 de septiembre de 1856. Aprovechando el nuevo ferrocarril de Barnard Castle, el FUSD&L cruzó los montes Peninos a través de Kirkby Stephen para encontrarse con la Línea Principal de la Costa Oeste (LPCO) en Tebay, en la sección controlada por el Ferrocarril de Lancaster y Carlisle, y también unió Barnard Castle con West Auckland. El FVE era un ramal desde Kirkby Stephen a la LPCO cerca de Penrith a través de Appleby. Thomas Bouch inspeccionó las rutas, y el FSD&LU recibió autorización el 13 de julio de 1857. La ruta del FVE siguió la orilla este del río Eden, una milla más larga que una ruta de mayor en la orilla oeste. Su acta parlamentaria recibió el consentimiento real el 21 de mayo de 1858.
Bouch había trazado una ruta económica, que seguía las curvas de nivel y evitaba los túneles, pero que incluía pendientes formidables hasta alcanzar los 1370 pies (417,6 m) de Stainmore Summit. Se compró el ancho de terreno necesario para instalar dos vías, aunque solo se colocó una de ellas; los valles fueron cruzados con viaductos, tres de hierro forjado, incluido el viaducto de Belah que medía 1040 pies (317 m) de largo y 196 pies (59,7 m) de alto. Se construyó una nueva estación para reemplazar la terminal de Barnard Castle. Un tren de mineral recorrió el tendido entre Barnard Castle y Barras el 26 de marzo de 1861, y el tráfico de minerales llegó a Tebay a partir del 4 de julio de 1861. Se organizó una ceremonia de apertura el 7 de agosto de 1861 y el FUSD&L al oeste de Barnard Castle se abrió a los pasajeros al día siguiente. Stephenson and Co construyó dos locomotoras 4-4-0 con cabinas cerradas para la línea en 1860, y el FS&D explotó el tráfico desde el principio, y se dispusieron dos servicios diarios de ida y vuelta para los pasajeros. El FVE se abrió al tráfico de minerales el 8 de abril de 1862 y a los pasajeros el 9 de junio de 1862, hacia el cruce con orientación sur en Clifton (más tarde Clifton & Lowther). El FS&D había presentado un proyecto de ley en 1861 para proporcionar mejores conexiones para los pasajeros en la LPCO, extendiendo la línea hasta Penrith, y para conectarse con el Ferrocarril de Cockermouth, Keswick y Penrith para proporcionar acceso al tráfico de minerales a Cumberland. El FL&C acordó permitir que el FS&D ejecutara los derechos sobre su línea y los servicios se extendieron hasta Penrith desde el 1 de agosto de 1863.

## Progreso y fusiones

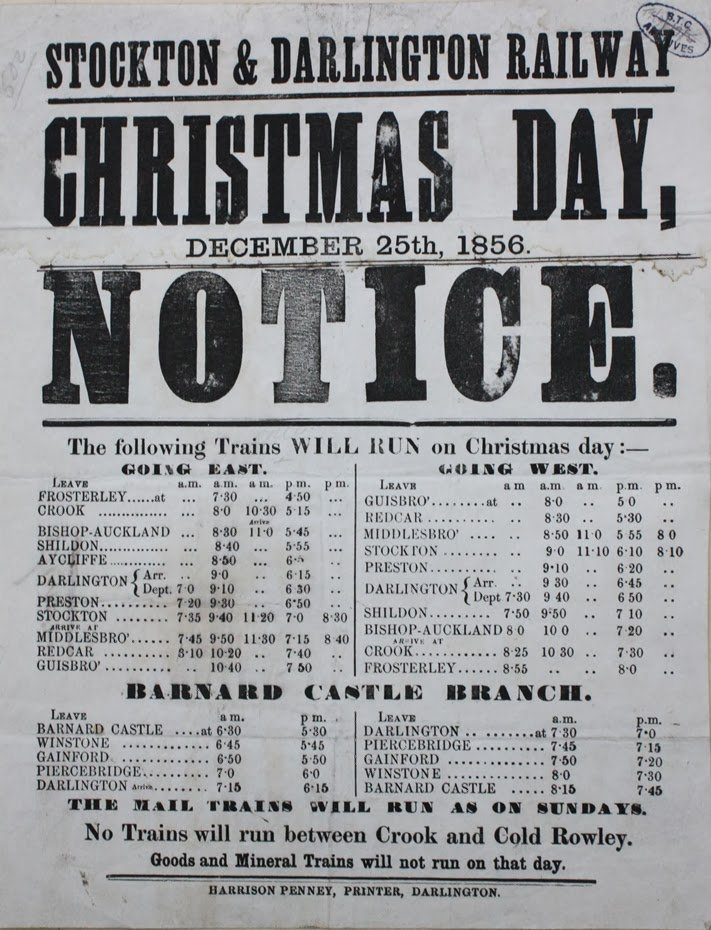
Horarios de Navidad de 1856.

En 1854 había cinco o seis trenes al día entre Darlington y Redcar y tres al día entre Darlington y Frosterly. Viajando a velocidades promedio de entre 19 y 24 mph (31 y 39 km/h), a los pasajeros se les cobraba de 1 penique por milla por un billete de tercera clase, y 2.2 peniques por milla a los de primera. Los caballos todavía se utilizaban para arrastrar trenes a mediados de la década de 1850: un coche de caballos todavía operaba independientemente entre Middlesbrough y Stockton en 1854 los domingos, ya que los únicos servicios del FS&D que funcionaban ese día eran los trenes de correo, y las locomotoras no reemplazaron por completo a los caballos en los trenes de pasajeros a West Auckland hasta 1856. El FS&D abrió un taller de vagones al sur de la Estación de Darlington North Road en 1853 y más tarde construyó una fábrica de locomotoras cercana para reemplazar sus instalaciones en Shildon. Diseñada por William Bouch, quien había asumido el control de Hackworth como Supervisor de locomotoras en 1840, completó su primera locomotora en 1864. En 1858, las pendientes de Brusselton fueron evitadas mediante una línea desde el extremo norte del túnel de Shildon; el mismo año se inició un servicio de pasajeros en el ramal de Hagger Leases y se abrió una línea de mineral desde Crook a través de dos planos inclinados hacia Waterhouse. La sección del FUSD&L entre West Auckland y Barnard Castle se abrió para minerales en julio de 1863 y para pasajeros el 1 de agosto de 1863, junto con una línea directa desde Bishop Auckland hasta West Auckland. Las estaciones en Evenwood y Cockfield reemplazaron las estaciones en el ramal de Hagger Leases.

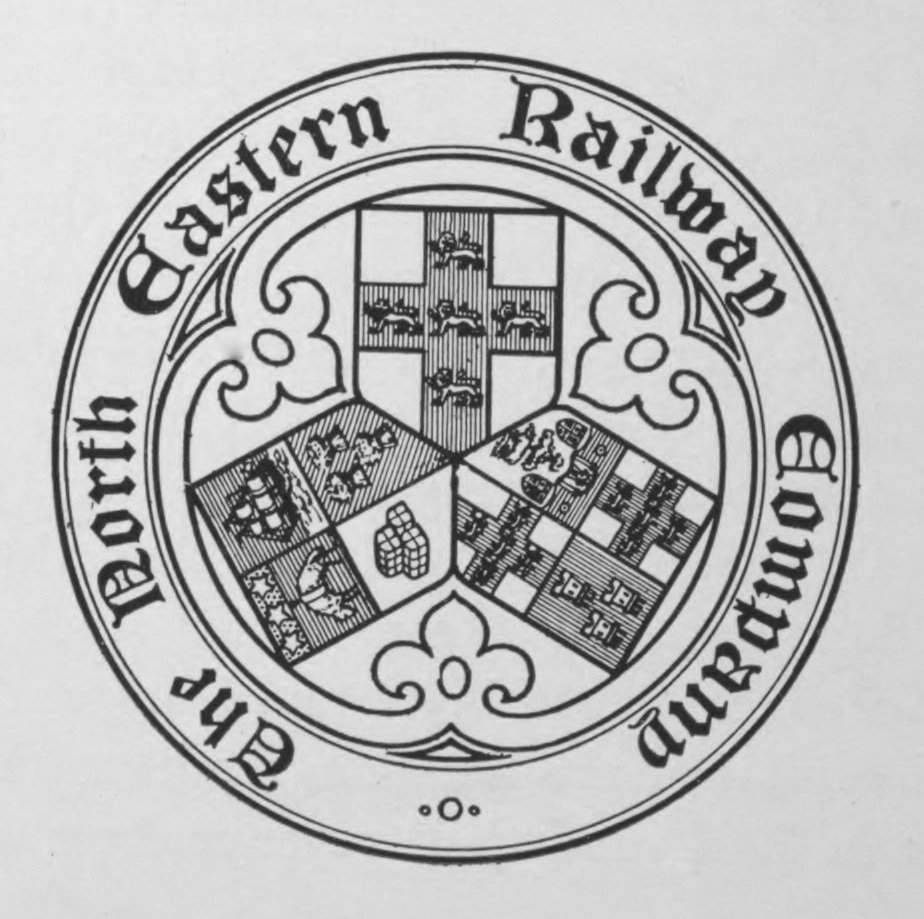
El sello del Ferrocarril del Noreste.

En 1859 se formó una compañía para vincular el Ferrocarril de Newcastle y Carlisle con el FS&D a través del Valle de Derwent; hacia 1860, se había convertido en el Ferrocarril de Newcastle, Derwent y Weardale, que ahora pasaba por alto el FS&D y se conectaba con el FUSD&L, y los ferrocarriles North British y Londres & Noroeste (FL&NO) proporcionaban dos tercios del capital. El FL&NO propuso construir almacenes en Hartlepool y comprar acciones en la compañía del Puerto y Ferrocarril de Hartlepool Oeste. El Ferrocarril del Noreste (FNE), formado en 1854 por fusión, en ese momento era la compañía ferroviaria más grande del país y controlaba la Línea Principal de la Costa Este desde Knottingley, al sur de York, a través de Darlington, hasta Berwick-upon-Tweed. Cuando se acercaron al FS&D con una propuesta de fusión, los directores decidieron que preferían una fusión con el FNE que formar parte del FL&NO, e iniciaron las negociaciones. A pesar de la oposición del FNE, el proyecto de ley del Ferrocarril de Newcastle, Derwent y Weardale fue aprobado por la Cámara de los Comunes en 1861, pero la Cámara de los Lores finalmente rechazó la línea. El FS&D absorbió al FUSD&L y al FVE el 30 de junio de 1862.
Con 200 millas (321,9 km) de líneas y alrededor de 160 locomotoras, el Ferrocarril de Stockton y Darlington se convirtió en parte del Ferrocarril del Nordeste el 13 de julio de 1863. Debido a una cláusula de la Ley, el ferrocarril se administró como la Sección independiente de Darlington hasta 1876, cuando las líneas ñasaron a formar parte de la División Central del FNE. Después de la restauración del dividendo en 1851, a finales de 1854, los pagos se habían recuperado al 8 por ciento, y posteriormente nunca habían caído por debajo del 7 1⁄2 por ciento.

## Historia posterior
El FNE había construido un ramal a finales de la década de 1850 desde Durham hasta Bishop Auckland, pero usó una estación separada de la ciudad hasta diciembre de 1867, cuando todos los servicios comenzaron a usar la estación del FS&D. El plano inclinado de Sunniside fue reemplazada por una variante de trazado, aunque con gradientes de 1 en 51 y 1 en 52, que se abrió para el tráfico de minerales el 10 de abril de 1867 y para los pasajeros el 2 de marzo de 1868. Después de 1868, los trenes de esta línea se ampliaron para servir a la estación de Benfieldside (más tarde conocida como Blackhill y luego como Consett). En Cleveland, se abrió un ramal desde Nunthorpe a Battersby el 1 de junio de 1864; el transporte de pasajeros se inició el 1 de abril de 1868. Otro ramal, tendido desde Barnard Castle a la Estación de Middleton-in-Teesdale, se inauguró el 12 de mayo de 1868.
La fábrica de locomotoras de Darlington operaró independientemente bajo la dirección de Bouch hasta 1875, aunque la numeración de sus locomotoras fue modificado por el FNE un par de años antes. La gama de locomotoras disponibles era muy variada, aunque el tipo más común se usaba en los trenes de transporte de minerales y tenía una disposición de ruedas 0-6-0. Las máquinas posteriores eran del tipo Stephenson de caldera larga. La mayoría de las locomotoras de pasajeros tenían cuatro ruedas motrices con la disposición 2-4-0 y algunas eran del tipo 2-2-2. Bouch había diseñado dos locomotoras con bogíes del tipo 4-4-0 para la línea sobre el Stainmore en 1860, y otras catorce con esta disposición de ruedas habían sido construidas en 1874. Los servicios del FS&D y los de la LPCE utilizaron diferentes estaciones en Darlington hasta 1887, cuando los trenes del FS&D fueron desviados a través de una estación reconstruida en Darlington Bank Top, uniéndose a la ruta hacia Stockton desde un cruce al sur de Darlington con una nueva línea hacia el Enlace de Oak Tree. Una extensión de Stanhope a Wearhead se abrió en 1895, y la línea sobre Stainmore a Tebay se duplicó a finales de siglo.

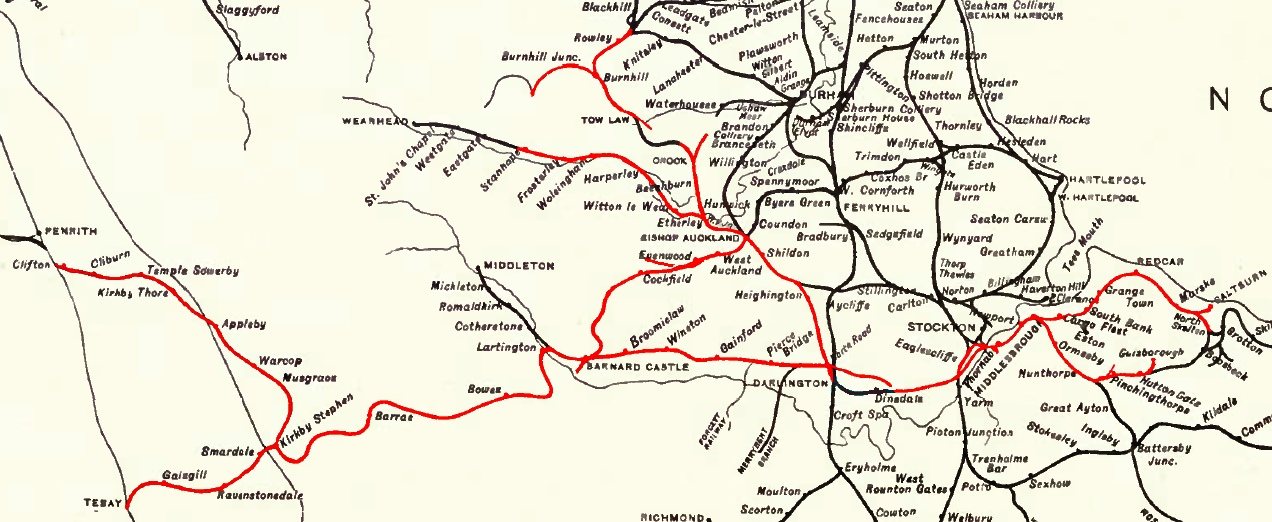
El FS&D original en color rojo, como parte de la más amplia red del FNE en 1904.

Desde 1913, las antiguas líneas FS&D se electrificaron con catenarias alimentadas a 1500 V con corriente continua, y se usaron locomotoras eléctricas para transportar trenes de carbón entre Shildon y el haz de vías de Erimus Marshalling, que se habían abierto en 1908 entre Middlesbrough y Thornaby. Los trenes utilizaban la antigua línea del FS&D de Shildon al Enlace de Simpasture, uniéndose a la antigua línea del Ferrocarril Clarence a Carlton, donde una línea posterior permitió el acceso a la extensión de Stockton a Middlesbrough. Estas locomotoras funcionaron durante 20 años, pero luego el tráfico de carbón se redujo, lo que hizo que no fuera económico mantener el sistema de electrificación.
Como resultado de la Ley de Ferrocarriles de 1921, el Ferrocarril del Nordeste se convirtió el 1 de enero de 1923 en parte del Área Noreste del Ferrocarril de Londres y del Noreste (FL&NE). El servicio de pasajeros se retiró al norte de Tow Law el 1 de mayo de 1939.
Los ferrocarriles de Gran Bretaña se nacionalizaron el 1 de enero de 1948 y las líneas se colocaron bajo el control del British Rail. A principios de la década de 1950, el control se dividió entre las regiones del noreste de Londres y del Midland de Londres con Kirkby Stephen como límite. Los trenes de pasajeros locales se retiraron entre Kirkby Stephen y Tebay el 1 de diciembre de 1952. El servicio en Weardale se canceló el 29 de junio de 1953 y los servicios al norte de Crook el 11 de junio de 1956.

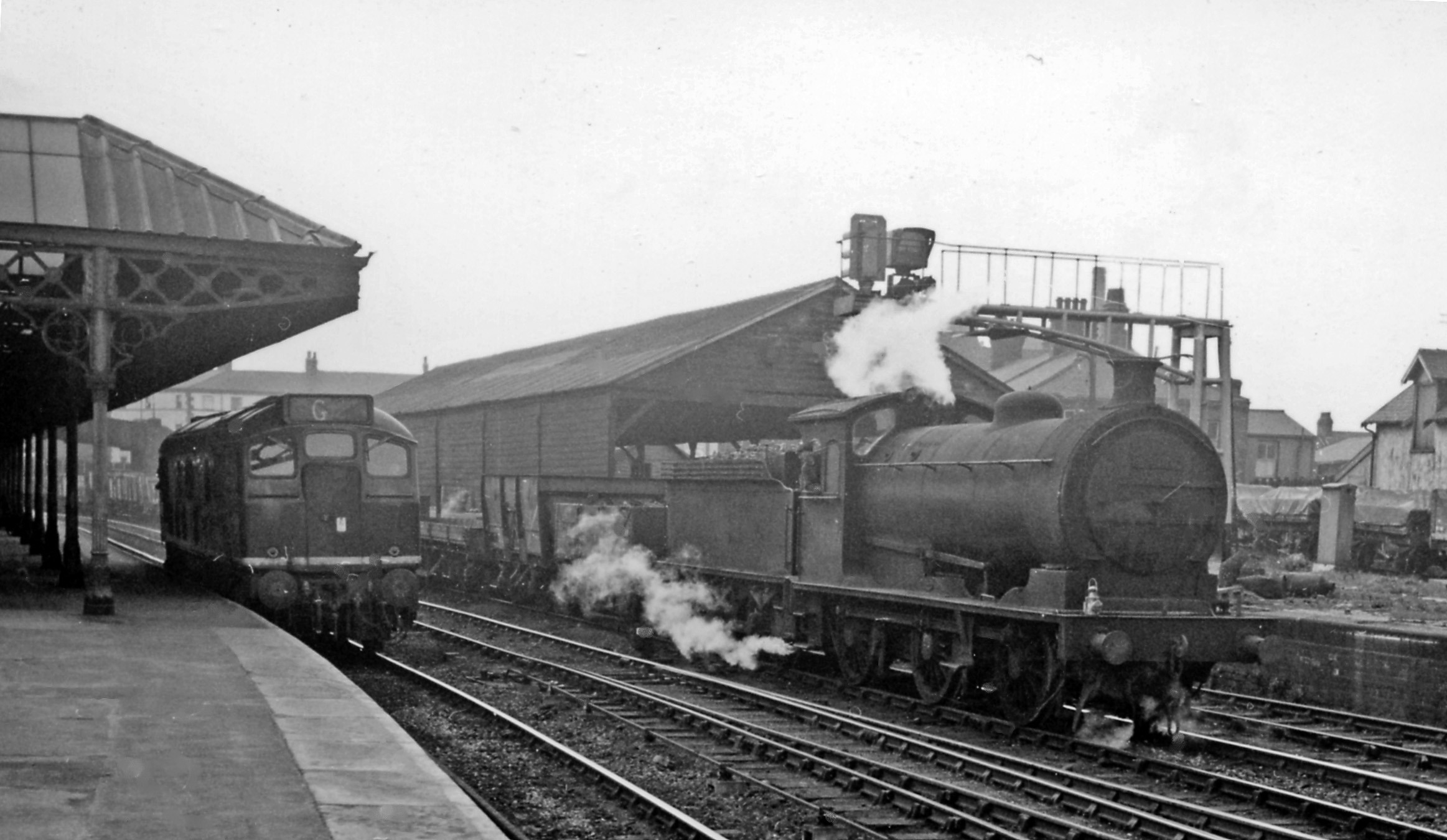
Una locomotora diésel (izquierda) en la estación de Thornaby en 1961

El Plan de Modernización de 1955, conocido formalmente como la "Modernización y Reequipamiento de los Ferrocarriles Británicos", se publicó en diciembre de 1954. Con el objetivo de aumentar la velocidad y la fiabilidad, los trenes de vapor fueron reemplazados por máquinas de tracción eléctrica y diésel. Desde 1954, las unidades diésel se hicieron cargo de los servicios de pasajeros en el noreste, excepto los de la LPCE, y se introdujeron en la línea sobre Stainmore en febrero de 1958. El servicio de pasajeros se retiró entre Barnard Castle y Penrith el 20 de enero de 1962, y entre Bishop Auckland y Barnard Castle el 12 de junio de 1962.
En 1963, Richard Beeching publicó su informe "La remodelación de los ferrocarriles británicos", que recomendaba cerrar las estaciones y las líneas menos utilizadas de la red. Esto incluía las antiguas líneas del FS&D restantes, excepto la línea entre Darlington y Saltburn a través de Stockton y Middlesbrough. El servicio de pasajeros entre Nunthorpe y Guisborough se canceló en 1964; pero el servicio entre Middlesbrough y Nunthorpe se mantuvo. La línea entre Darlington y Barnard Castle y el ramal a Middleton-in-Teesdale se cerró a los pasajeros el 30 de noviembre de 1964. Los trenes fueron retirados al norte de Bishop Auckland el 8 de marzo de 1965, pero el servicio de pasajeros a Bishop Auckland se salvó debido a razones de desarrollo regional.

## Accidentes e incidentes
- El 19 de marzo de 1828, la caldera de la locomotora número 5 explotó en el Enlace de Simpasture. Uno de los dos fogoneros resultó muerto, y el otro con graves quemaduras. El maquinista (el hermano mayor de George Stephenson) resultó ileso.[211]
- El 1 de julio de 1828, la caldera de la Locomotion No. 1 explotó en la estación de Aycliffe Lane, matando al maquinista.[211]

## Celebraciones de aniversario

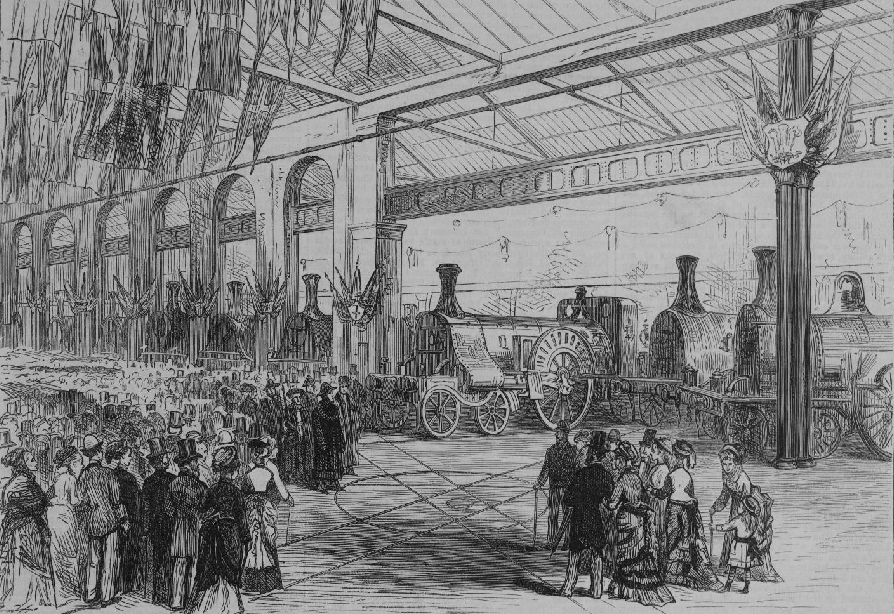
La Exhibición de Locomotoras, imagen publicada en The Illustrated London News en 1875.

El Stockton y Darlington no fue el primer ferrocarril y ya se habían transportado pasajeros en un tren previamente, pero su apertura en 1825 fue vista como la prueba de la efectividad de los ferrocarriles a vapor como medio de transporte público.
Se celebró un jubileo los días 27 y 28 de septiembre de 1875 para celebrar el cincuentenario de la apertura del primer ferrocarril de vapor abierto al público del mundo: los talleres de Darlington North Road albergaron una exposición de locomotoras, se erigió una estatua de Joseph Pease en Darlington, se presentó su retrato a la Darlington Corporation y se realizó un banquete.
Cincuenta años más tarde se celebró la conmemoración del centenario en julio, para permitir la presemcia de participantes extranjeros que visitaban el Congreso Internacional de Ferrocarriles. El Duque y la Duquesa de York (posteriormente Jorge VI e Isabel Bowes-Lyon) inauguraron la exhibición de material rodante en la nueva Fábrica de Vagones de Faverdale, en Darlington. Al día siguiente, la pareja real observó cómo el desfile de locomotoras pasaba entre Stockton y el Enlace de Oak Tree, comenzando con una locomotora mina de carbón Hetton que había sido construida en 1822, y que terminaba con la réplica de un tren de con diez vagones y el "coche de la compañía" arrastrado por la Locomotion No.1, especialmente construida con un motor de gasolina mediante una licitación. Se celebró un festival en Belle Vue, Mánchester el 27 de septiembre de 1925 (la fecha elegida era un domingo, para permitir que asistieran los ferroviarios), donde se mostró cómo el transporte había cambiado a través del tiempo, comenzando con un grupo de británicos antiguos arrastrando un tronco con sus pertenencias encima y terminando con la célebre locomotora The Rocket; otro pase incluyó la Locomotion No.1, remolcada por locomotoras con ténder más modernas.
El 31 de agosto de 1975, para celebrar el 150 aniversario, se realizó una cabalgata entre Shildon y Heighington, donde se mostró una réplica de la Locomotion No. 1 que encabezó un desfile de locomotoras, que fue completado por el prototipo del tren de alta velocidad. En el mismo año, se inauguró en York el Museo Nacional del Ferrocarril, que recuperó las exhibiciones que se habían abierto después de las celebraciones de 1875, y el Museo Nacional del Transporte de Clapham.

## Legado
La Línea del Valle del Tees actual utiliza la mayor parte del antiguo Ferrocarril de Stockton y Darlington entre Bishop Auckland y Saltburn. Desde Bishop Auckland, la línea no electrificada es de vía única a Shildon, doble vía a Heighington y vía única hasta el cruce con la Línea Principal de la Costa Este al norte de Darlington. Esta sección es un Servicio Ferroviario Comunitario, llamado línea Bishop, también conocida como Heritage Line debido a sus vínculos con el FS&D. Al sur de Darlington, los trenes toman la línea construida en 1887, antes de unirse a la ruta original de 1825 a Stockton en el Enlace de Oak Tree. La línea recorre 8 millas (13 km) hasta el Enlace de Eaglescliffe South, donde la ruta del Leeds Northern de 1853 se toma a través de la Estación de Eaglescliffe al Enlace de Stockton Cut. La línea no electrificada luego sigue la ruta del FS&D a lo largo de 19 millas (30,6 km) hasta Saltburn, excepto por las variantes posteriores ejecutadas en Thornaby (1908) y Redcar (1978). La antigua línea ferroviaria de Middlesbrough & Guisborough está abierta entre el Enlace de Guisborough y Nunthorpe, como parte del Ferrocarril Comunitario de la Línea del Valle del Esk a Whitby.
El 14 de junio de 2007, durante las excavaciones para la construcción de una carretera, algunos de los durmientes de piedra originales utilizados por el ferrocarril en 1825 fueron descubiertos intactos cerca de Lingfield Point. Cada piedra pesa aproximadamente 75 libras (34,0 kg) y tiene agujeros para las sujeciones que aseguraban el carril. Los agentes involucrados en el proyecto de la carretera esperan preservar las piedras en un nuevo carril bici.

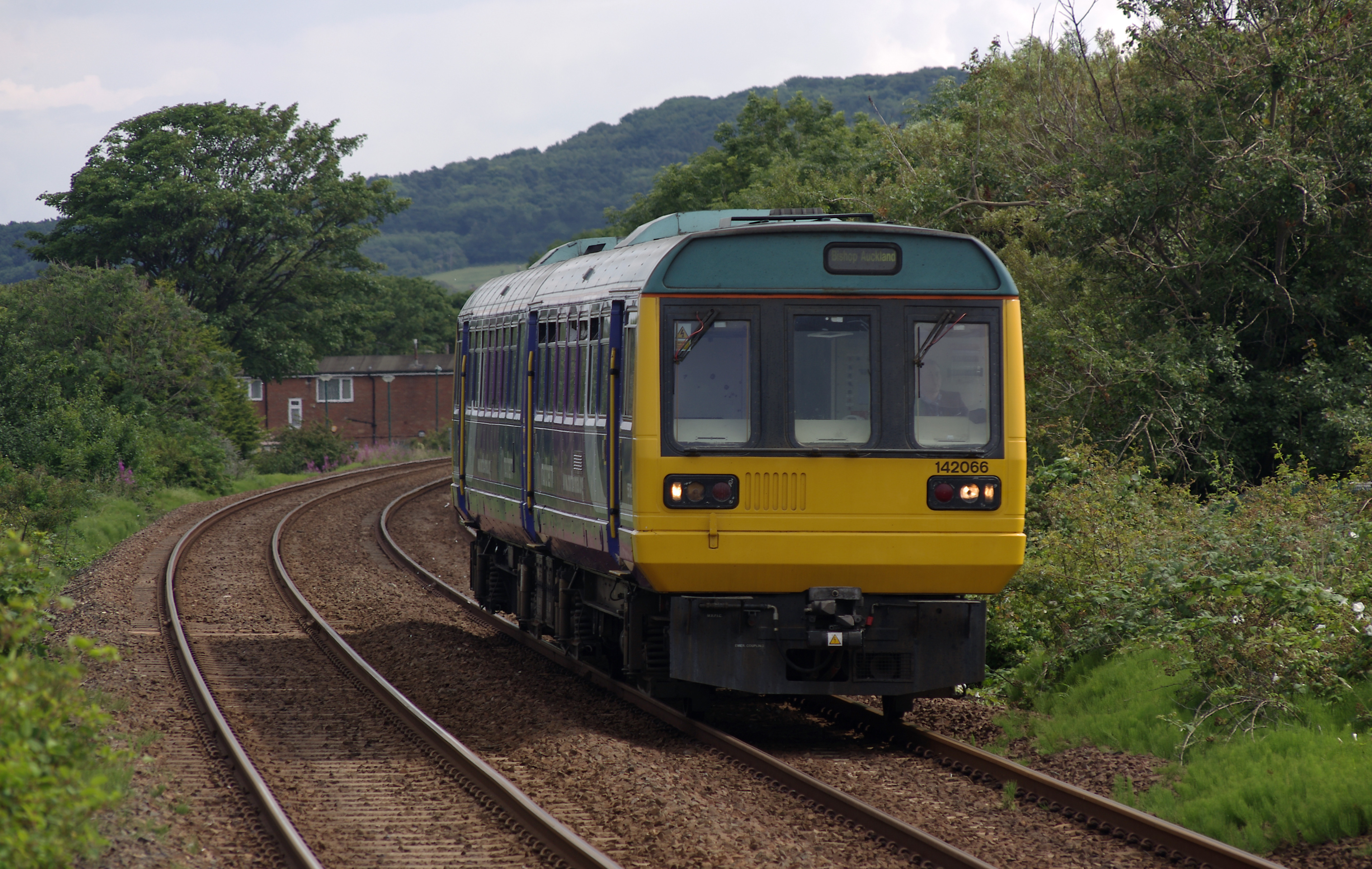
Unidad diésel múltiple del Northern Rail en la Línea del Valle del Tees en Redcar East.

La compañía Northern en julio de 2016 estaba ofreciendo un servicio de dos trenes por hora fuera del horario punta entre Saltburn y Darlington, y diez trenes al día continuaban hasta Bishop Auckland. Un tren por hora sale de Middlesbrough en dirección sur hacia el aeropuerto de Mánchester a través de Yarm y otro viaja hacia el norte a Newcastle a través de Sunderland. Dieciocho trenes circulan al día entre Middlesbrough y Nunthorpe, y cuatro de estos continúan hasta Whitby. Tees Valley Unlimited, un promotor local, hizo pública en 2013 su ambición de habilitar servicios de pasajeros, con la prioridad de un servicio de dos trenes por hora todo el día sobre las rutas de Darlington a Saltburn y Nunthorpe a Hartlepool, utilizando nuevos trenes. Para ello se necesitan andenes adicionales en la estación de Darlington para permitir esta frecuencia de servicio. Una estación para dar servicio al Hospital Universitario James Cook se abrió en mayo de 2014. La empresa japonesa Hitachi inauguró en septiembre de 2015 una fábrica en Newton Aycliffe para fabricar trenes para el Programa Intercity Express.
En la Estación de North Road, los edificios y el cobertizo de mercancías son monumentos catalogados. El edificio de la estación es ahora el Museo del Ferrocarril de Darlington, con una dedicación particular al Ferrocarril de Stockton & Darlington, y que alberga la Locomotion No. 1. Cerca de allí, los antiguos talleres de transporte ahora se utilizan como talleres para locomotoras de vapor. En Shildon se encuentra "Locomotion", el Museo Nacional del Ferrocarril de Shildon que forma parte del Museo Nacional del Ferrocarril, y que contiene vehículos ferroviarios patrimoniales. El sitio incluye la casa de Timothy Hackworth, los Talleres Soho y unas antiguas rampas para el transbordo de carbón, que son edificaciones catalogadas. El Ferrocarril de Weardale ofrece servicios especiales en su línea desde Bishop Auckland hasta Eastgate-in-Weardale.